# Liste des tombes du cimetière central de Vienne
 (septembre 2014).
Si vous disposez d'ouvrages ou d'articles de référence ou si vous connaissez des sites web de qualité traitant du thème abordé ici, merci de compléter l'article en donnant les références utiles à sa vérifiabilité et en les liant à la section « Notes et références ».
La liste des tombes du cimetière central de Vienne donne un aperçu des différentes tombes consacrées au cimetière central de Vienne situé dans le 11e arrondissement de Vienne, Simmering.

## Groupe 0

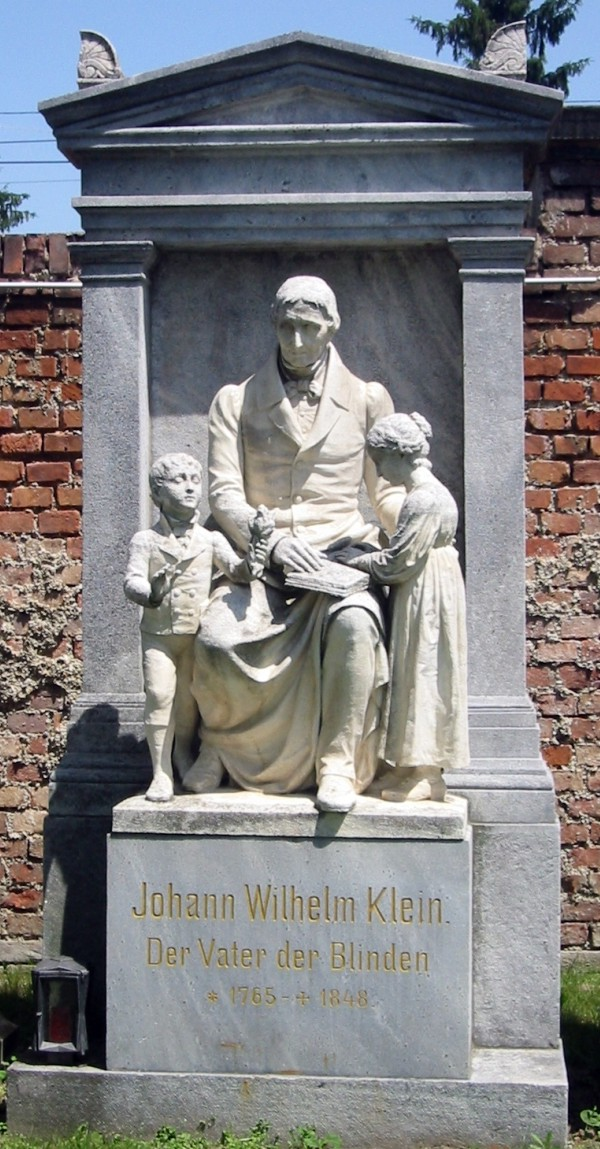
Johann Wilhelm Klein.

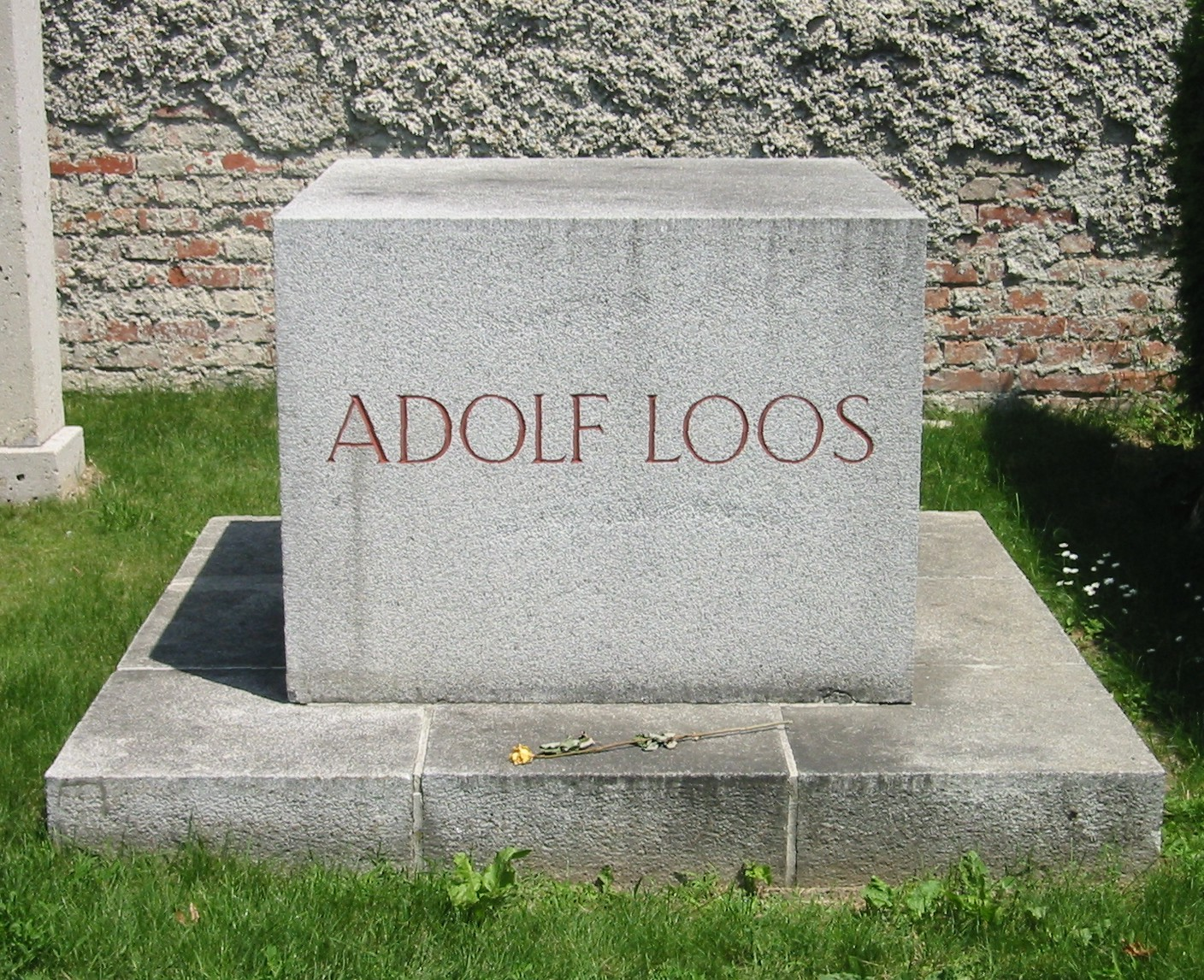
Adolf Loos.

| Nom                              | Année de naissance | Année de décès | Profession                                                               |
| -------------------------------- | ------------------ | -------------- | ------------------------------------------------------------------------ |
| Peter Altenberg                  | 1859               | 1919           | Écrivain                                                                 |
| Victor Franz von Andrian-Werburg | 1813               | 1858           | Politicien                                                               |
| Josef Bayer                      | 1852               | 1913           | Compositeur                                                              |
| Ignaz Franz Castelli             | 1781               | 1862           | Écrivain                                                                 |
| Vinzenz Chiavacci                | 1847               | 1916           | Écrivain                                                                 |
| Heinrich Joseph von Collin       | 1771               | 1811           | Écrivain                                                                 |
| Carl Czerny                      | 1791               | 1857           | Compositeur et pédagogue du piano                                        |
| Jakob Julius David               | 1859               | 1906           | Écrivain et journaliste                                                  |
| Johann Ludwig Deinhardstein      | 1794               | 1859           | Écrivain                                                                 |
| Johann Fercher von Steinwand     | 1828               | 1902           | Poète                                                                    |
| Johann Gänsbacher                | 1778               | 1844           | Compositeur                                                              |
| Jakob Gauermann                  | 1772               | 1843           | Peintre                                                                  |
| Wilhelm Ritter von Haidinger     | 1795               | 1871           | Géologue                                                                 |
| Friedrich Halm                   | 1806               | 1871           | Écrivain                                                                 |
| Wilhelm Jahn                     | 1835               | 1900           | Chef d'orchestre                                                         |
| Friedrich von Kenner             | 1834               | 1922           | Archéologue                                                              |
| Anton Kerner von Marilaun        | 1831               | 1898           | Botaniste                                                                |
| Johann Wilhelm Klein             | 1765               | 1848           | Inventeur                                                                |
| Josef Klieber                    | 1773               | 1850           | Sculpteur                                                                |
| Wilhelm Kress                    | 1836               | 1913           | Pionnier de l'aviation                                                   |
| Johann Baptist von Lampi         | 1751               | 1830           | Peintre                                                                  |
| Anton Josef Leeb                 | 1769               | 1837           | Maire de Vienne                                                          |
| Teodor Leszetycki                | 1830               | 1915           | Pianiste, compositeur et pédagogue de la musique                         |
| Adolf Loos                       | 1870               | 1933           | Architecte                                                               |
| Franz Mair                       | 1821               | 1893           | Compositeur et chef de chœur                                             |
| Eusebius Mandyczevski            | 1857               | 1929           | Compositeur                                                              |
| Siegfried Marcus                 | 1831               | 1898           | Technicien et inventeur, pionnier de l'automobile („Marcus-Wagen“)       |
| Anton Matosch                    | 1851               | 1918           | Poète                                                                    |
| Josef Mayseder                   | 1789               | 1863           | Compositeur et violoniste                                                |
| Carl Menger                      | 1840               | 1921           | Économiste                                                               |
| Johann Baptist Moser             | 1799               | 1863           | Chanteur populaire et compositeur                                        |
| Adam Müller-Guttenbrunn          | 1852               | 1923           | Écrivain et metteur en scène                                             |
| Jaromir Mundy                    | 1822               | 1894           | Médecin                                                                  |
| Betty Paoli                      | 1814               | 1894           | Écrivain                                                                 |
| Ida Pfeiffer                     | 1797               | 1858           | Exploratrice et écrivain                                                 |
| Karoline Pichler                 | 1769               | 1843           | Écrivain                                                                 |
| Rudolf Pöch                      | 1870               | 1921           | Anthropologue et pionnier du film documentaire                           |
| Franz Pönninger                  | 1832               | 1906           | Sculpteur                                                                |
| Eduard Pötzl                     | 1851               | 1914           | Écrivain et journaliste                                                  |
| Franz Isidor Proschko            | 1816               | 1891           | Écrivain                                                                 |
| Johann Romano von Ringe          | 1818               | 1882           | Architecte                                                               |
| Franz Rumpler                    | 1848               | 1922           | Peintre                                                                  |
| Antonio Salieri                  | 1750               | 1825           | Compositeur                                                              |
| Simon Sechter                    | 1788               | 1867           | Compositeur et théoricien                                                |
| Johann Gabriel Seidl             | 1804               | 1875           | Écrivain, Auteur de l'hymne impérial autrichien                          |
| Anton M. Storch                  | 1813               | 1887           | Compositeur                                                              |
| Fritz Stüber-Gunther             | 1872               | 1922           | Écrivain                                                                 |
| Louise von Sturmfeder            | 1789               | 1866           | Dame de compagnie, nourrice de l'empereur François-Joseph Ier d'Autriche |
| Adam Trabert                     | 1822               | 1914           | Écrivain                                                                 |
| Berthold Viertel                 | 1885               | 1953           | Écrivain et dramaturge                                                   |
| Johann Nepomuk Vogl              | 1802               | 1866           | Écrivain et éditeur                                                      |
| Joseph Weigl                     | 1766               | 1846           | Compositeur et chef d'orchestre                                          |
| Franz Wirer von Rettenbach       | 1771               | 1844           | Médecin                                                                  |
| Cyrill Wolf                      | 1825               | 1914           | Compositeur                                                              |

## Groupe 14A

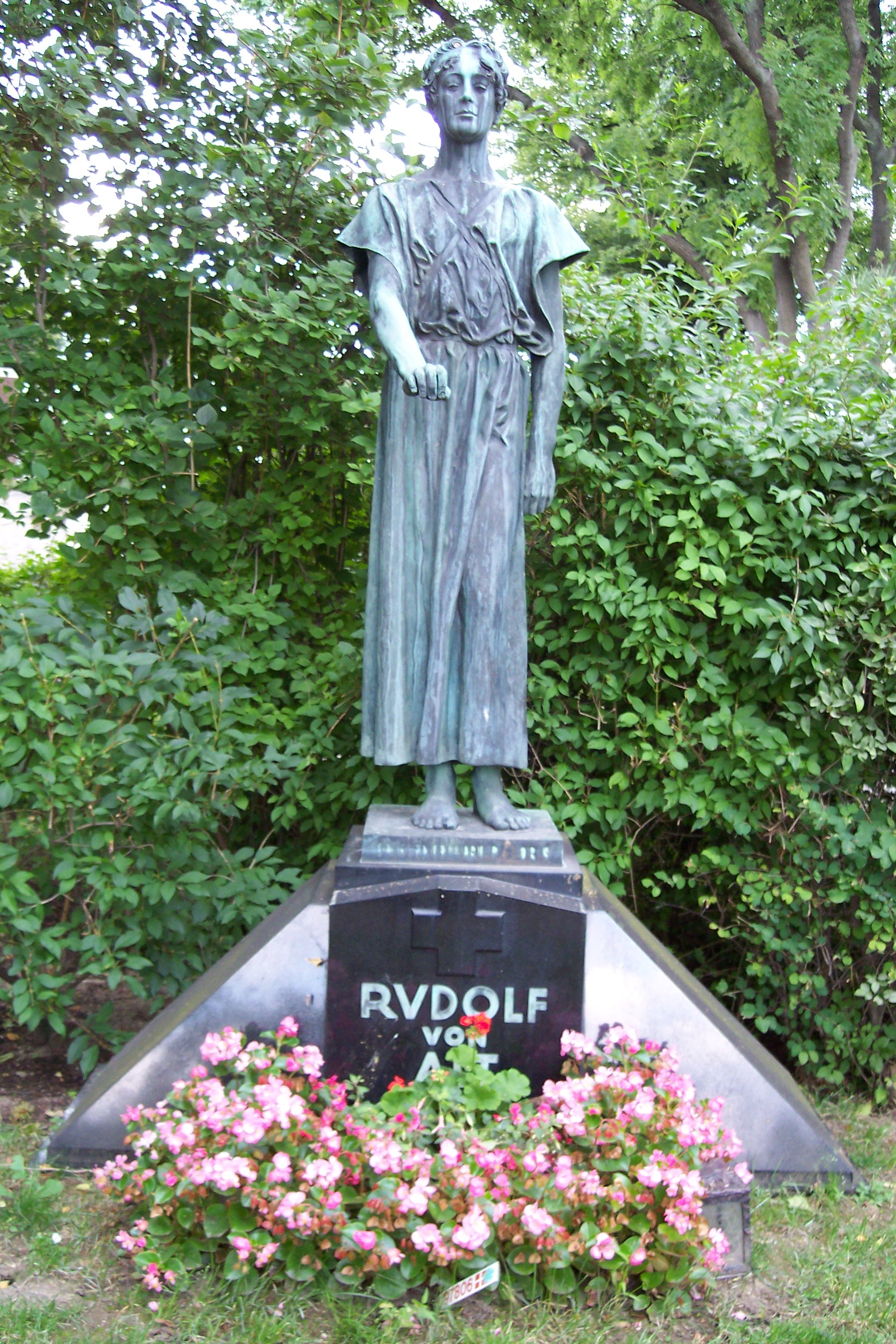
Rudolf von Alt (Gestaltung: Josef Engelhart).

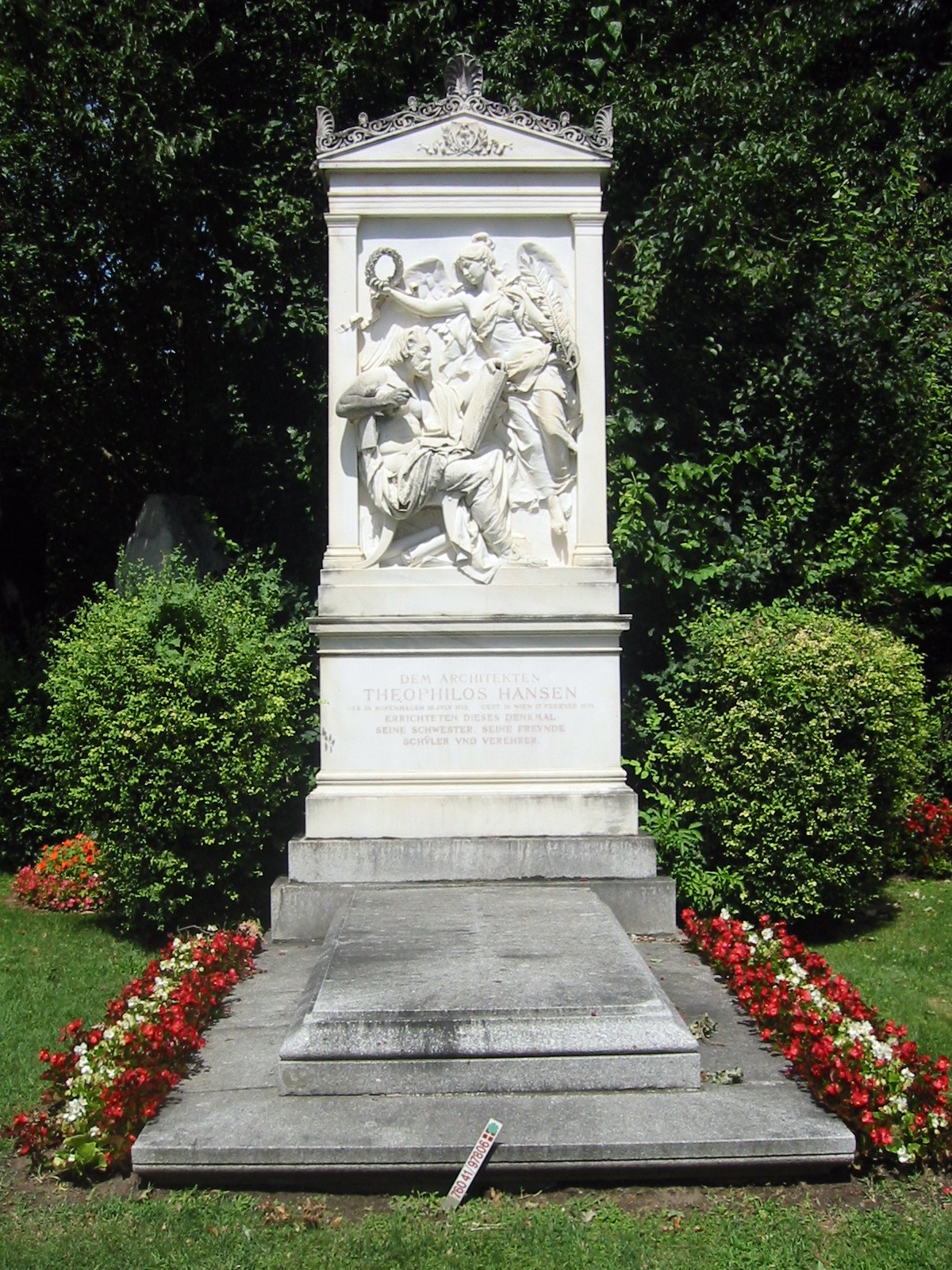
Theophil von Hansen.

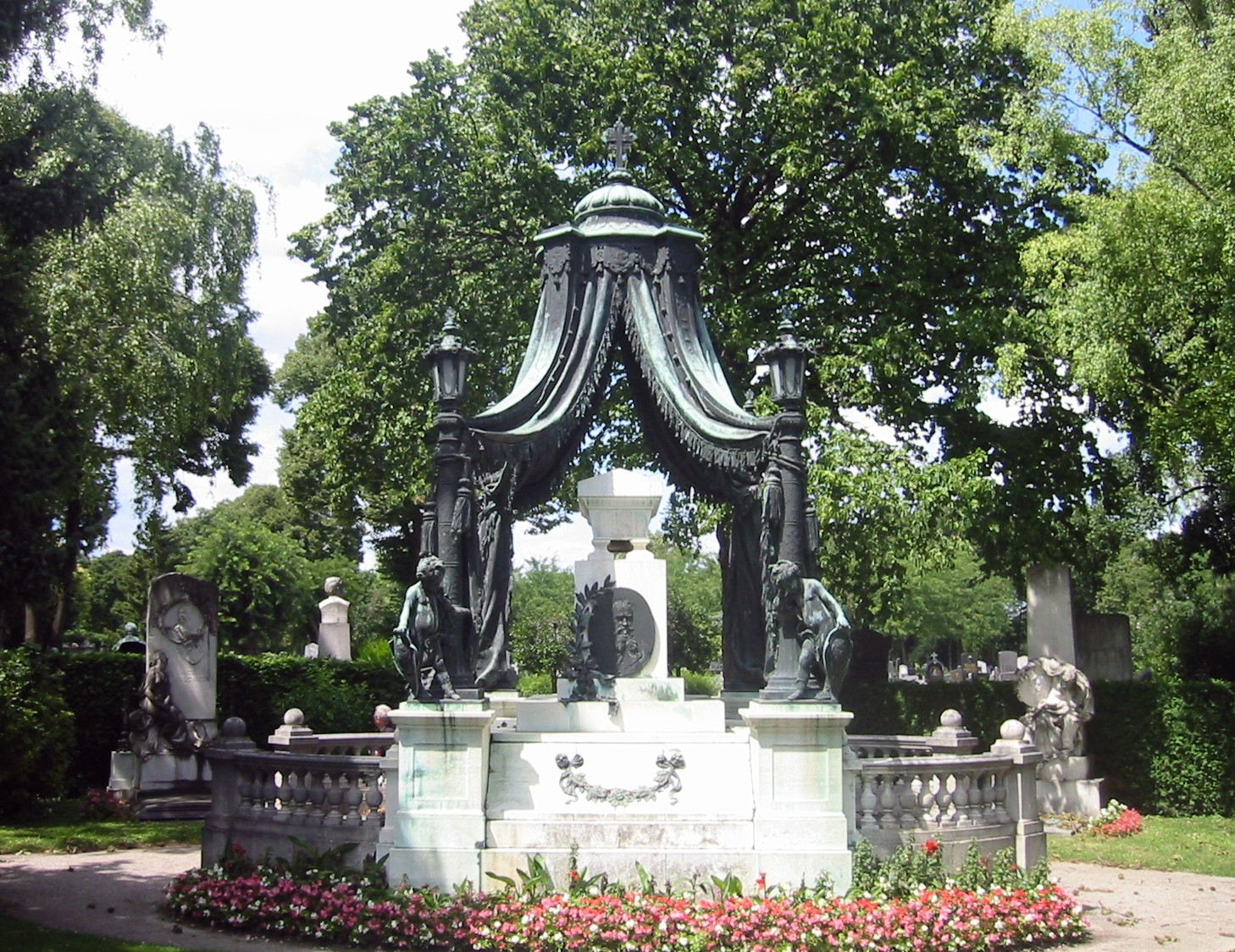
Johann Nepomuk Prix.

| Nom                                   | Année de naissance | Année de décès | Profession                                                |
| ------------------------------------- | ------------------ | -------------- | --------------------------------------------------------- |
| Rudolf von Alt                        | 1812               | 1905           | Peintre                                                   |
| Friedrich von Amerling                | 1803               | 1887           | Peintre                                                   |
| Ludwig Anzengruber                    | 1839               | 1889           | Écrivain                                                  |
| Alfred von Arneth                     | 1819               | 1897           | Historien                                                 |
| Antonie Arneth                        | 1790               | 1867           | Comédienne                                                |
| Joseph von Arneth                     | 1791               | 1863           | Archéologue                                               |
| Johannes Benk                         | 1844               | 1914           | Sculpteur                                                 |
| Julius Victor Berger                  | 1850               | 1902           | Peintre                                                   |
| Theodor Billroth                      | 1829               | 1894           | Chirurgien                                                |
| Karl Ludwig Costenoble                | 1769               | 1837           | Comédien                                                  |
| Moritz Daffinger                      | 1790               | 1849           | Peintre et sculpteur                                      |
| Rudolf Eitelberger                    | 1817               | 1885           | Historien de l'art                                        |
| Peter Fendi                           | 1796               | 1842           | Peintre et lithographe                                    |
| Anton Dominik Fernkorn                | 1813               | 1878           | Sculpteur                                                 |
| Ernst von Feuchtersleben              | 1806               | 1849           | Médecin et écrivain                                       |
| Theophil von Hansen                   | 1813               | 1891           | Architecte (concepteur du Ring de Vienne)                 |
| Eduard Herbst                         | 1820               | 1892           | Politicien                                                |
| Heinrich von Hess                     | 1788               | 1870           | Officier                                                  |
| Ferdinand von Hochstetter             | 1829               | 1884           | Géographe et géologue                                     |
| Emil Holub                            | 1847               | 1902           |                                                           |
| Joseph Kornhäusel                     | 1782               | 1860           | Architecte                                                |
| Hans Makart                           | 1840               | 1884           | Peintre                                                   |
| Peter von Nobile                      | 1774               | 1854           | Architecte                                                |
| August von Pettenkofen                | 1822               | 1889           | Peintre                                                   |
| Josef Maximilian Petzval              | 1807               | 1891           | Physicien et inventeur                                    |
| Johann Nepomuk Prix                   | 1836               | 1894           | Politicien                                                |
| Emil Jakob Schindler                  | 1842               | 1892           | Peintre                                                   |
| Josef Schlesinger                     | 1831               | 1901           | Mathématicien et homme politique                          |
| Friedrich von Schmidt                 | 1825               | 1891           | Architecte (Rathaus de Vienne)                            |
| Anton Schrötter von Kristelli         | 1802               | 1875           | Chimiste                                                  |
| Leopold Schrötter von Kristelli       | 1837               | 1908           | Médecin                                                   |
| Camillo Sitte                         | 1843               | 1903           | Architecte et urbaniste                                   |
| Johann Heinrich Steudel               | 1825               | 1891           | Politicien et premier maire d'arrondissement de Favoriten |
| Victor Tilgner                        | 1844               | 1896           | Sculpteur                                                 |
| Franz Freiherr von Uchatius           | 1811               | 1881           | Officier                                                  |
| Eduard Uhl                            | 1813               | 1892           | Politicien                                                |
| Joseph Wattmann von Maëlcamp-Beaulieu | 1789               | 1866           | Chirurgien                                                |
| Josef Weinlechner                     | 1829               | 1906           | Chirurgien                                                |
| Andreas Zelinka                       | 1802               | 1868           | Politicien                                                |

## Groupe 14C

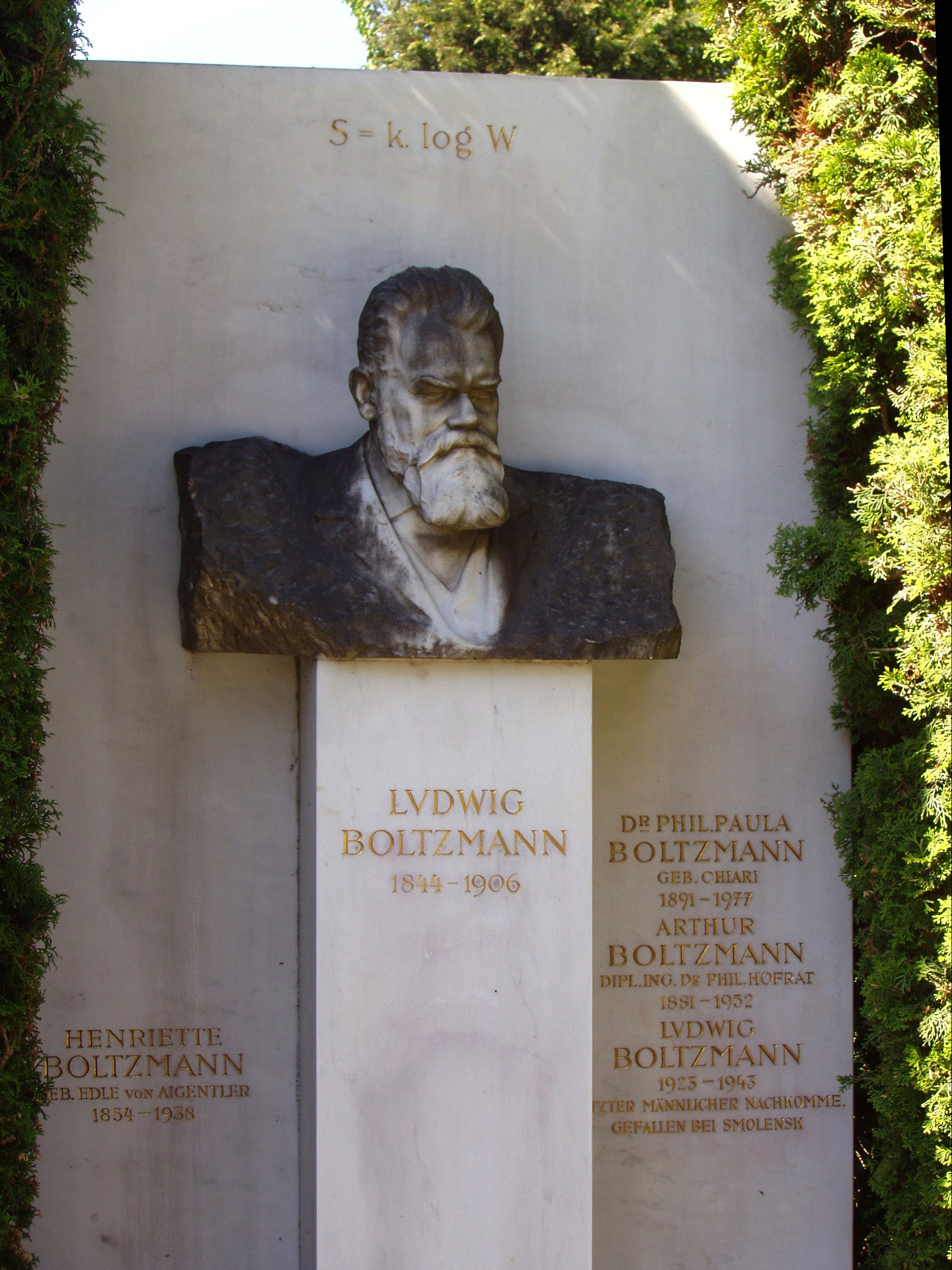
Ludwig Boltzmann.

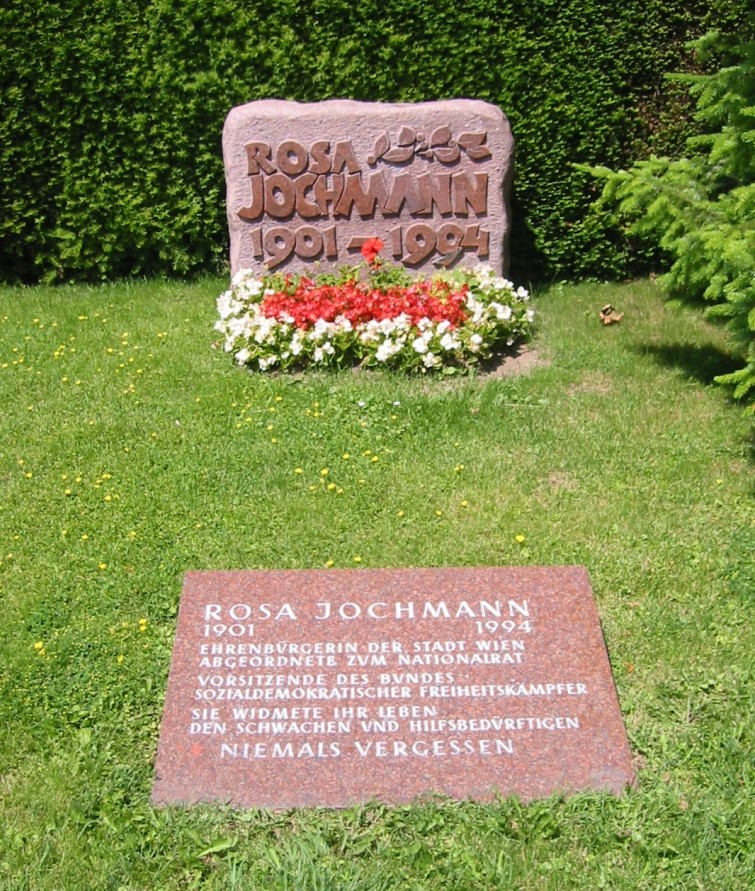
Rosa Jochmann.

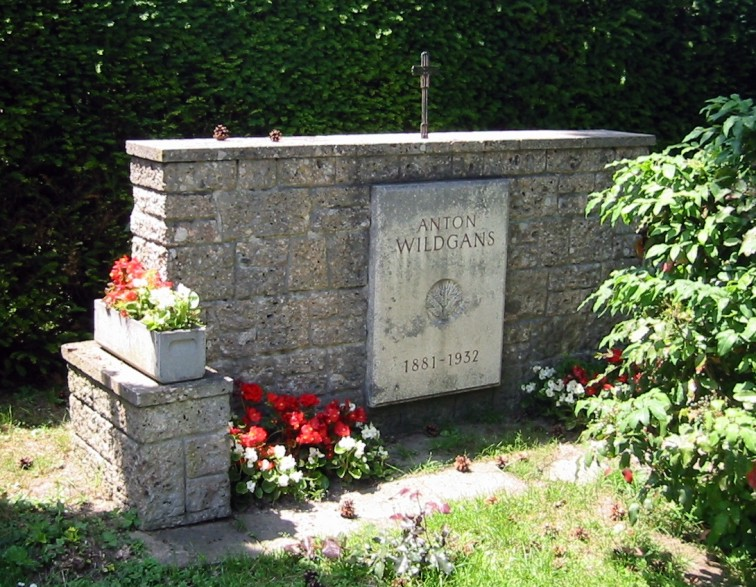
Anton Wildgans.

| Nom              | Année de naissance | Année de décès | Profession                           |
| ---------------- | ------------------ | -------------- | ------------------------------------ |
| Josef Afritsch   | 1901               | 1964           | Politicien                           |
| Ludwig Boltzmann | 1844               | 1906           | Mathématicien et physicien           |
| Christian Broda  | 1916               | 1987           | Homme politique                      |
| Georg Emmerling  | 1870               | 1948           | Homme politique                      |
| Wilhelm Exner    | 1840               | 1931           | Technicien                           |
| Leopold Figl     | 1902               | 1965           | Politicien                           |
| Hertha Firnberg  | 1909               | 1994           | Politicienne                         |
| Leopold Gratz    | 1929               | 2006           | Politicien                           |
| Johann Hatzl     | 1942               | 2011           | Politicien                           |
| Josef Hoffmann   | 1870               | 1956           | Architecte et designer               |
| Josef Jarno      | 1866               | 1932           | Comédien                             |
| Viktor Keldorfer | 1873               | 1959           | Compositeur et chef de chœur         |
| Richard Kralik   | 1852               | 1934           | Écrivain et philosophe de la culture |
| Selma Kurz       | 1874               | 1933           | Chanteuse d'opéra                    |
| Johanna Niese    | 1875               | 1934           | Comédienne                           |
| Heinz Nittel     | 1930               | 1981           | Politicien                           |
| Hans Pfitzner    | 1869               | 1949           | Compositeur                          |
| Otto Probst      | 1911               | 1978           | Politicien                           |
| Anton Proksch    | 1897               | 1975           | Politicien                           |
| Julius Raab      | 1891               | 1964           | Politicien                           |
| Rudolf Sallinger | 1916               | 1992           | Politicien                           |
| Karl Schönherr   | 1867               | 1943           | Écrivain                             |
| Ignaz Seipel     | 1876               | 1932           | Politicien                           |
| Felix Slavik     | 1912               | 1980           | Politicien                           |
| Karl Waldbrunner | 1906               | 1980           | Politicien                           |
| Anton Wildgans   | 1881               | 1932           | Poète                                |

### Carré des présidents
Dans le groupe 14C gisent aussi tous les présidents de la république d'Autriche depuis 1951

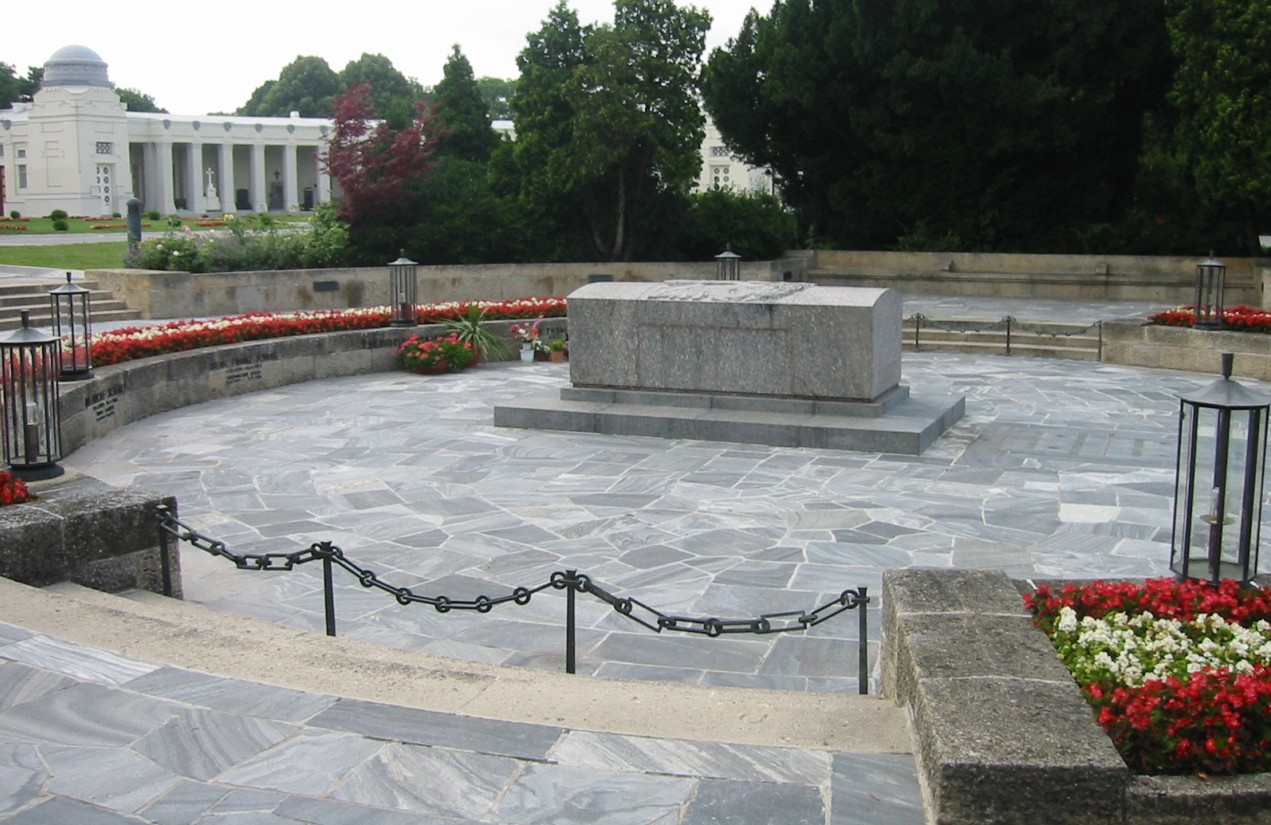
Carré des présidents.

| Nom                  | Année de naissance | Année de décès | Mandat    |
| -------------------- | ------------------ | -------------- | --------- |
| Karl Renner          | 1870               | 1950           | 1945–1950 |
| Theodor Körner       | 1873               | 1957           | 1951–1957 |
| Adolf Schärf         | 1890               | 1965           | 1957–1965 |
| Franz Jonas          | 1899               | 1974           | 1965–1974 |
| Rudolf Kirchschläger | 1915               | 2000           | 1974–1986 |
| Thomas Klestil       | 1932               | 2004           | 1992–2004 |
| Kurt Waldheim        | 1918               | 2007           | 1986–1992 |

## Groupe 32A
Ce „groupe des compositeurs“ héberge entre autres les tombes de Beethoven, Brahms, Schubert et de la dynastie Strauss, mais aussi de compositeurs moins reconnus. On y trouve aussi un monument commémoratif à Wolfgang Amadeus Mozart, qui repose au cimetière de Sankt Marxer.

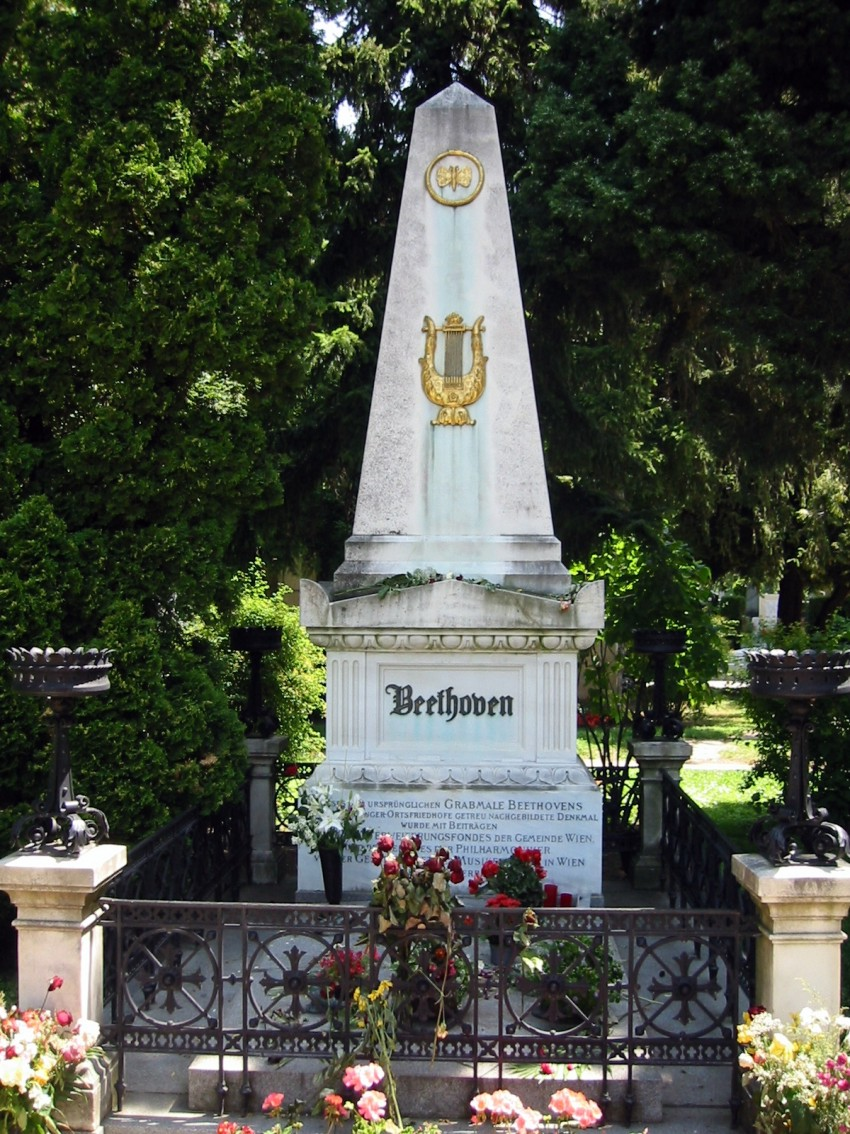
Ludwig van Beethoven.

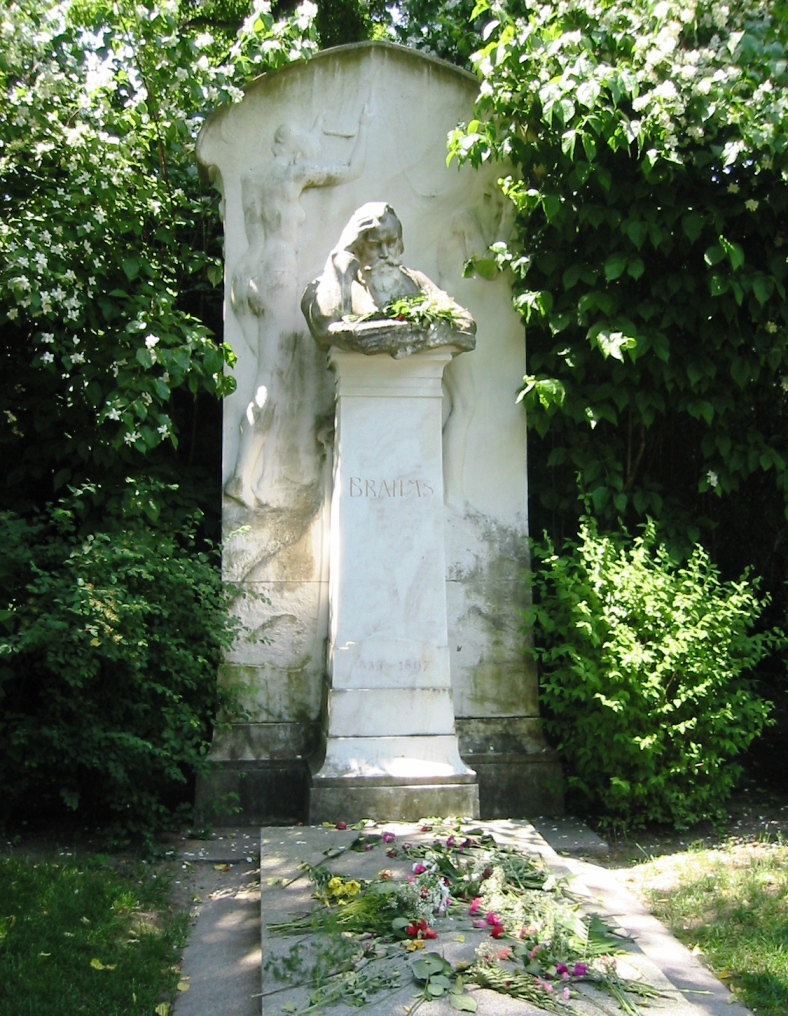
Johannes Brahms.

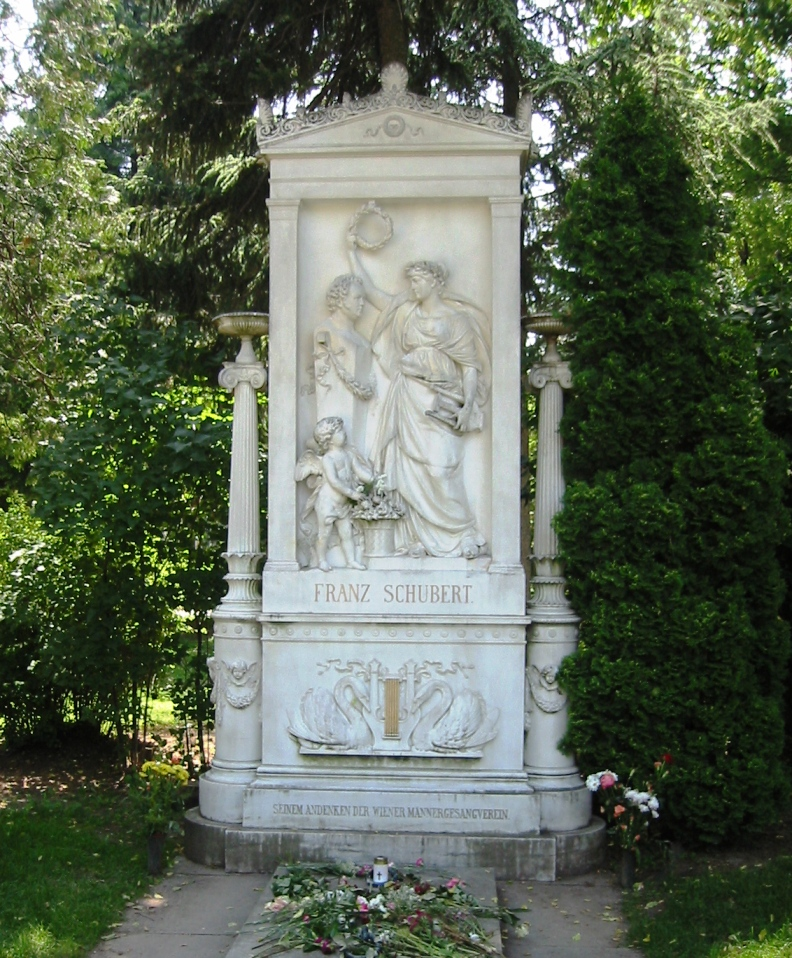
Franz Schubert.

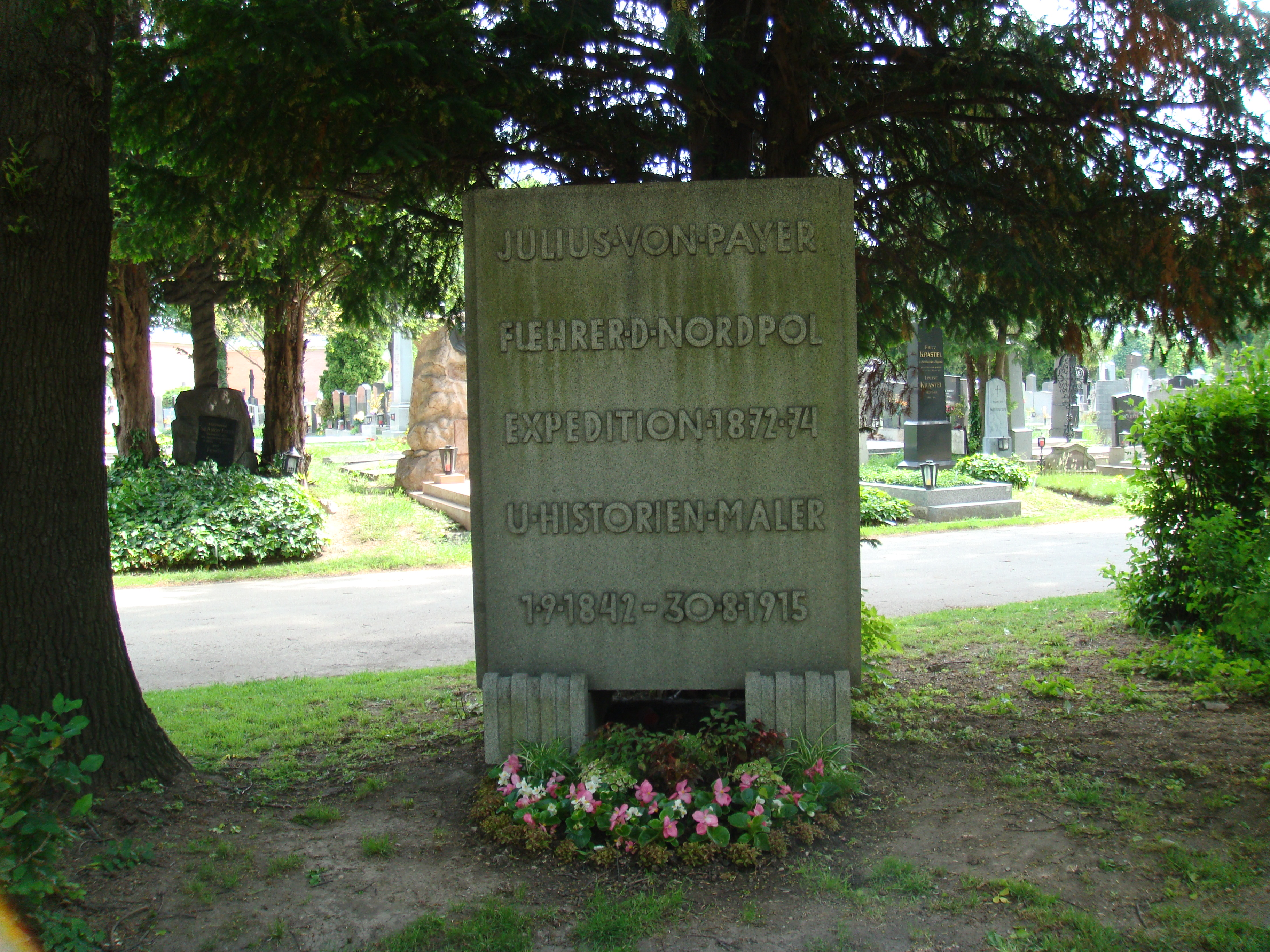
Julius von Payer.

| Nom                         | Année de naissance | Année de décès | Profession                                                      |
| --------------------------- | ------------------ | -------------- | --------------------------------------------------------------- |
| Alois Ander                 | 1821               | 1864           | Chanteur d'opéra                                                |
| Eduard von Bauernfeld       | 1802               | 1890           | Écrivain                                                        |
| Ludwig van Beethoven        | 1770               | 1827           | Compositeur                                                     |
| Eduard Bitterlich           | 1833               | 1872           | Peintre et sculpteur                                            |
| Karl Blasel                 | 1831               | 1922           | Comédien                                                        |
| Eugen von Böhm-Bawerk       | 1851               | 1914           | Économiste et homme politique                                   |
| Johannes Brahms             | 1833               | 1897           | Compositeur                                                     |
| Nikolaus Dumba              | 1830               | 1900           | Industriel et homme politique                                   |
| August Eisenmenger          | 1830               | 1907           | Peintre                                                         |
| Edmund Eysler               | 1874               | 1949           | Compositeur                                                     |
| Johann Peter Frank          | 1745               | 1821           | Médecin, pionnier de la médecine sociale                        |
| Amalie Friedrich-Materna    | 1847               | 1918           | Cantatrice                                                      |
| Josefine Gallmeyer          | 1838               | 1884           | Comédienne                                                      |
| Marie Geistinger            | 1833               | 1903           | Comédienne                                                      |
| Carl Ritter von Ghega (de)  | 1802               | 1860           | Ingénieur, Concepteur de la ligne de chemin de fer de Semmering |
| Christoph Willibald Gluck   | 1714               | 1787           | Compositeur                                                     |
| Karl Freiherr von Hasenauer | 1833               | 1894           | Architecte                                                      |
| Hermann Helmer              | 1849               | 1919           | Architecte                                                      |
| Johann von Herbeck          | 1831               | 1877           | Compositeur et chef d'orchestre                                 |
| Stella von Hohenfels-Berger | 1857               | 1920           | Comédienne                                                      |
| Karl Komzák junior          | 1850               | 1905           | Compositeur                                                     |
| Eduard Kremser              | 1838               | 1914           | Compositeur et chef d'orchestre                                 |
| Therese Krones              | 1801               | 1830           | Comédienne                                                      |
| Josef Lanner                | 1801               | 1843           | Compositeur                                                     |
| Aloys von Liechtenstein     | 1846               | 1920           | Politicien, auteur de réformes sociales                         |
| Ludwig Martinelli           | 1832               | 1913           | Comédien et metteur en scène                                    |
| Josef Matras                | 1832               | 1887           | Comédien                                                        |
| Karl Millöcker              | 1842               | 1899           | Compositeur                                                     |
| Wolfgang Amadeus Mozart     | 1756               | 1791           | Compositeur (monument commémoratif)                             |
| Adolf Müller senior         | 1801               | 1886           | Compositeur                                                     |
| Alois Negrelli              | 1799               | 1858           | Ingénieur, concepteur du Canal de Suez                          |
| Johann Nestroy              | 1801               | 1862           | Comédien et dramaturge                                          |
| Eduard van der Nüll         | 1812               | 1868           | Architecte (Wiener Staatsoper)                                  |
| Julius von Payer            | 1842               | 1915           | officier, alpiniste et explorateur de l'Arctique                |
| Gottfried von Preyer        | 1807               | 1901           | Compositeur et chef d'orchestre                                 |
| Carl Rahl                   | 1812               | 1865           | Peintre                                                         |
| Anton Rückauf               | 1855               | 1903           | Pianiste et compositeur                                         |
| Joseph Schreyvogel          | 1768               | 1832           | Écrivain                                                        |
| Franz Schubert              | 1797               | 1828           | Compositeur                                                     |
| Eduard Strauss              | 1835               | 1916           | Compositeur                                                     |
| Johann Strauss I            | 1804               | 1849           | Compositeur                                                     |
| Johann Strauss II           | 1825               | 1899           | Compositeur                                                     |
| Josef Strauss               | 1827               | 1870           | Compositeur                                                     |
| Johann Andreas Streicher    | 1761               | 1833           | Compositeur et facteur de pianos                                |
| Josef Strobach (cs)         | 1852               | 1905           | Politicien                                                      |
| Franz von Suppé             | 1819               | 1895           | Compositeur                                                     |
| Robert Weigl                | 1852               | 1902           | Sculpteur                                                       |
| Max Weinzierl               | 1841               | 1898           | Compositeur et chef de chœur                                    |
| Marie Wilt                  | 1834               | 1891           | Cantatrice                                                      |
| Hugo Wolf                   | 1860               | 1903           | Compositeur                                                     |
| Charlotte Wolter            | 1834               | 1897           | Comédienne                                                      |
| Caspar von Zumbusch         | 1830               | 1915           | Sculpteur                                                       |

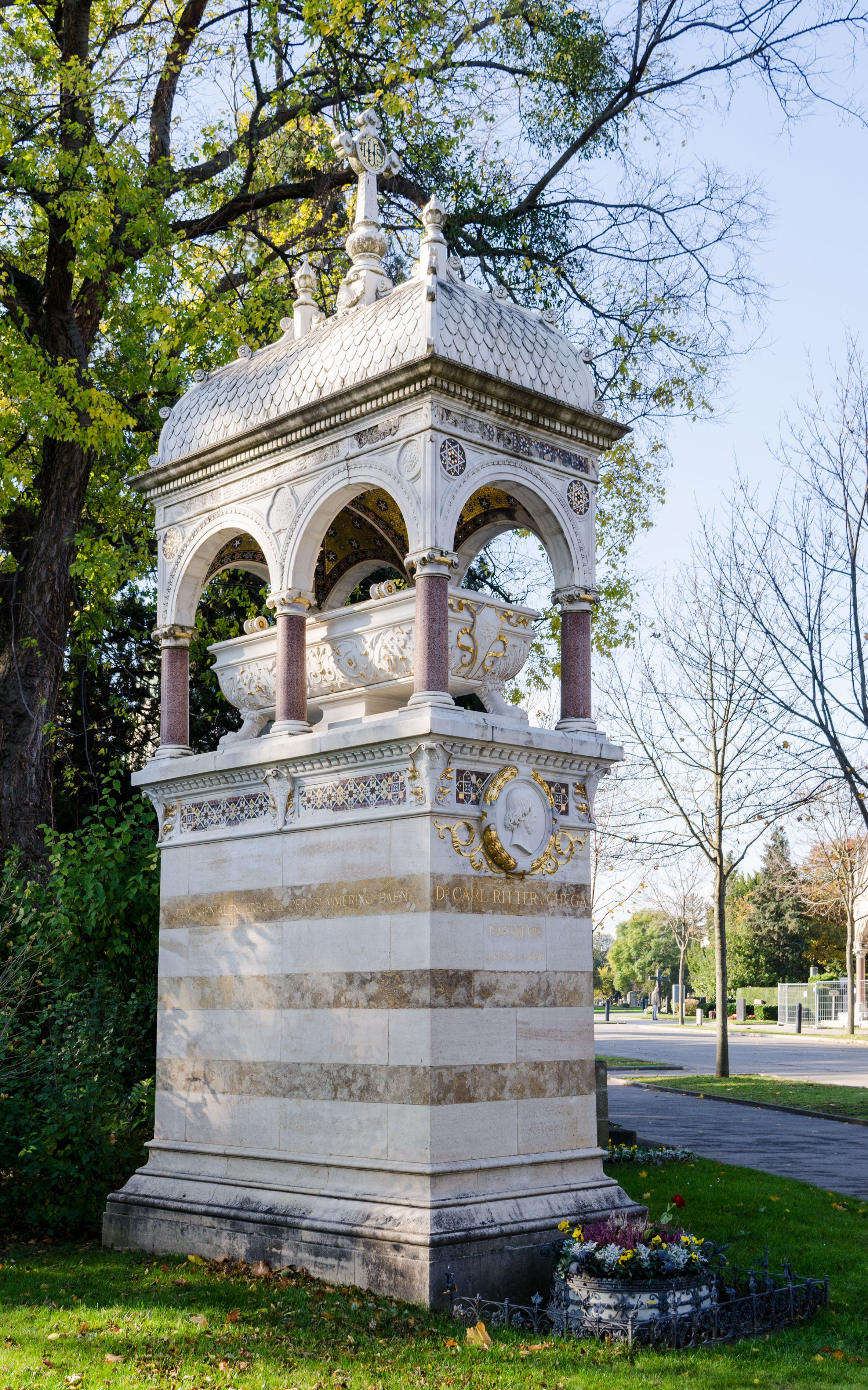
Carl Ritter von Ghega.
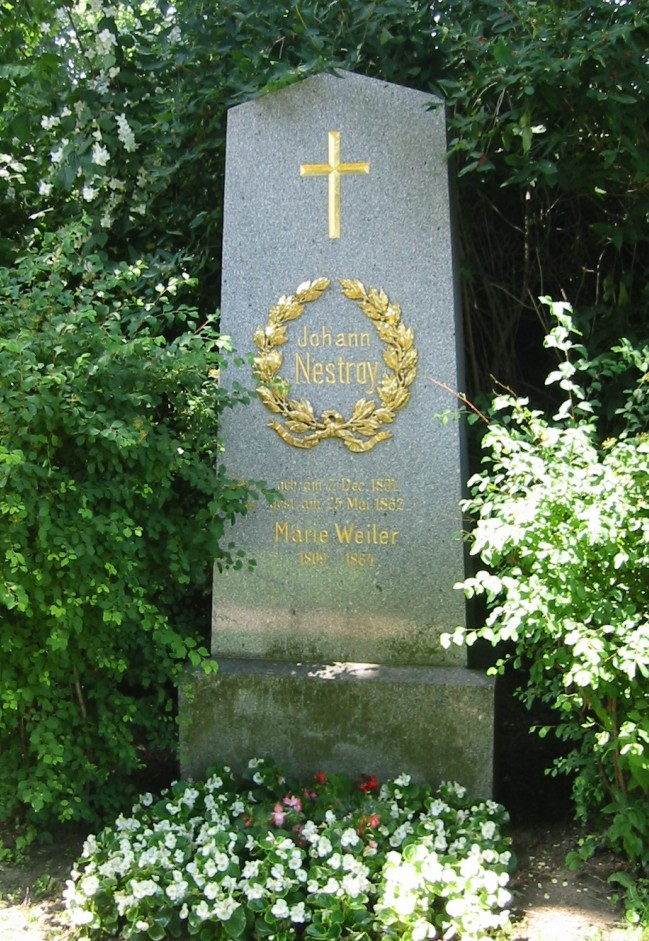
Johann Nestroy.
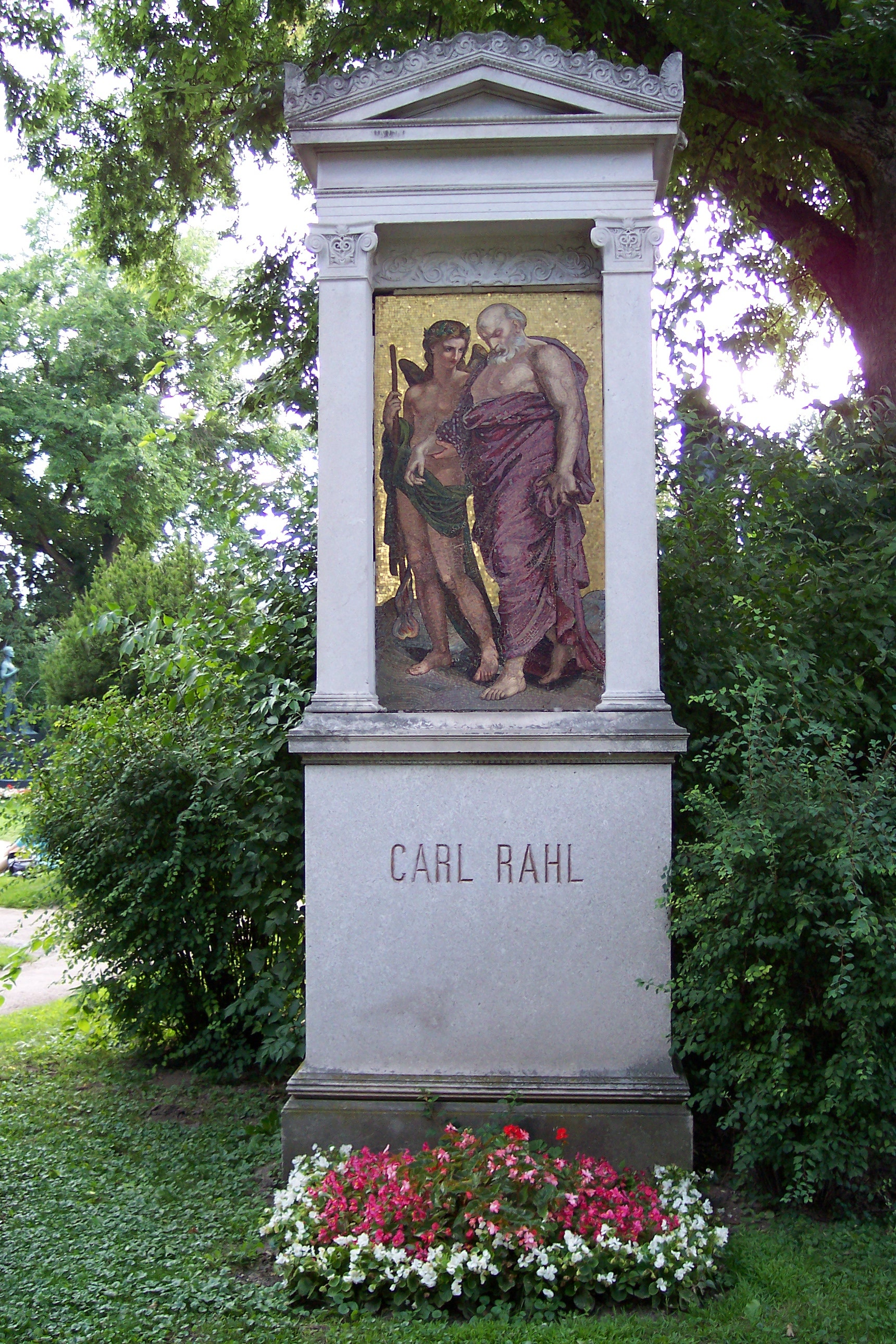
Carl Rahl.
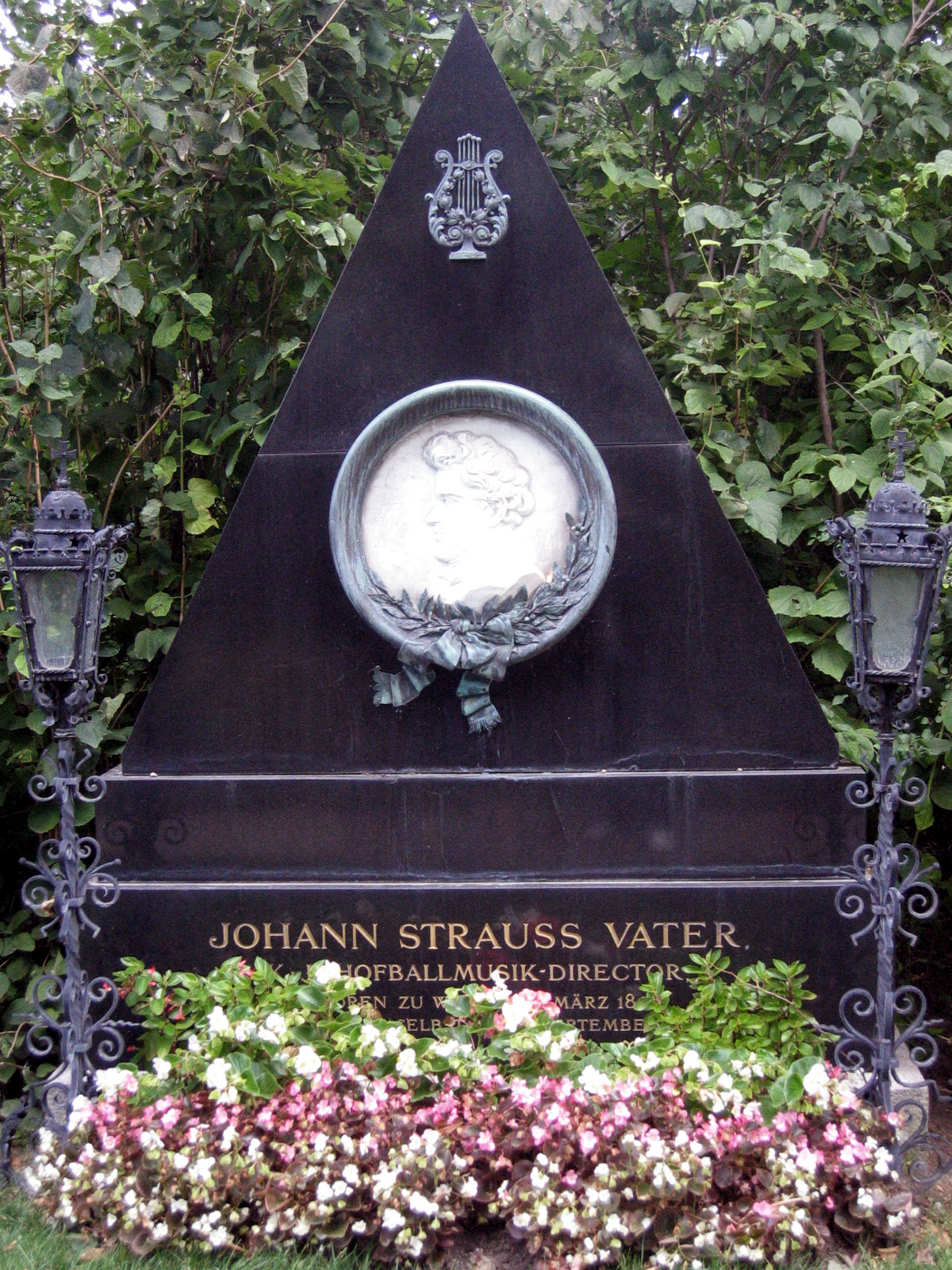
Johann Strauß (père).
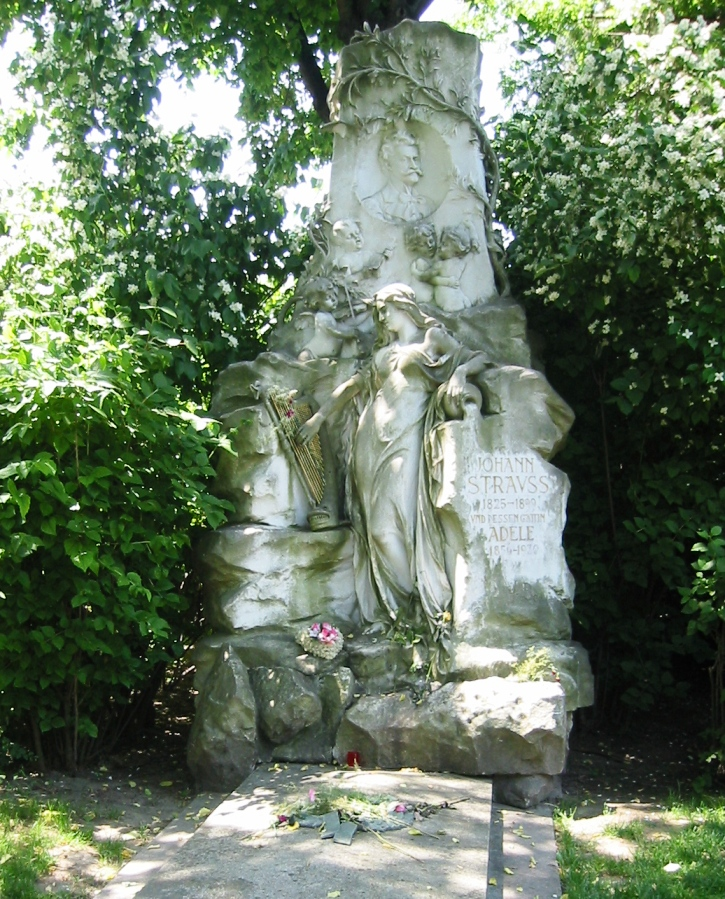
Johann Strauß (fils).
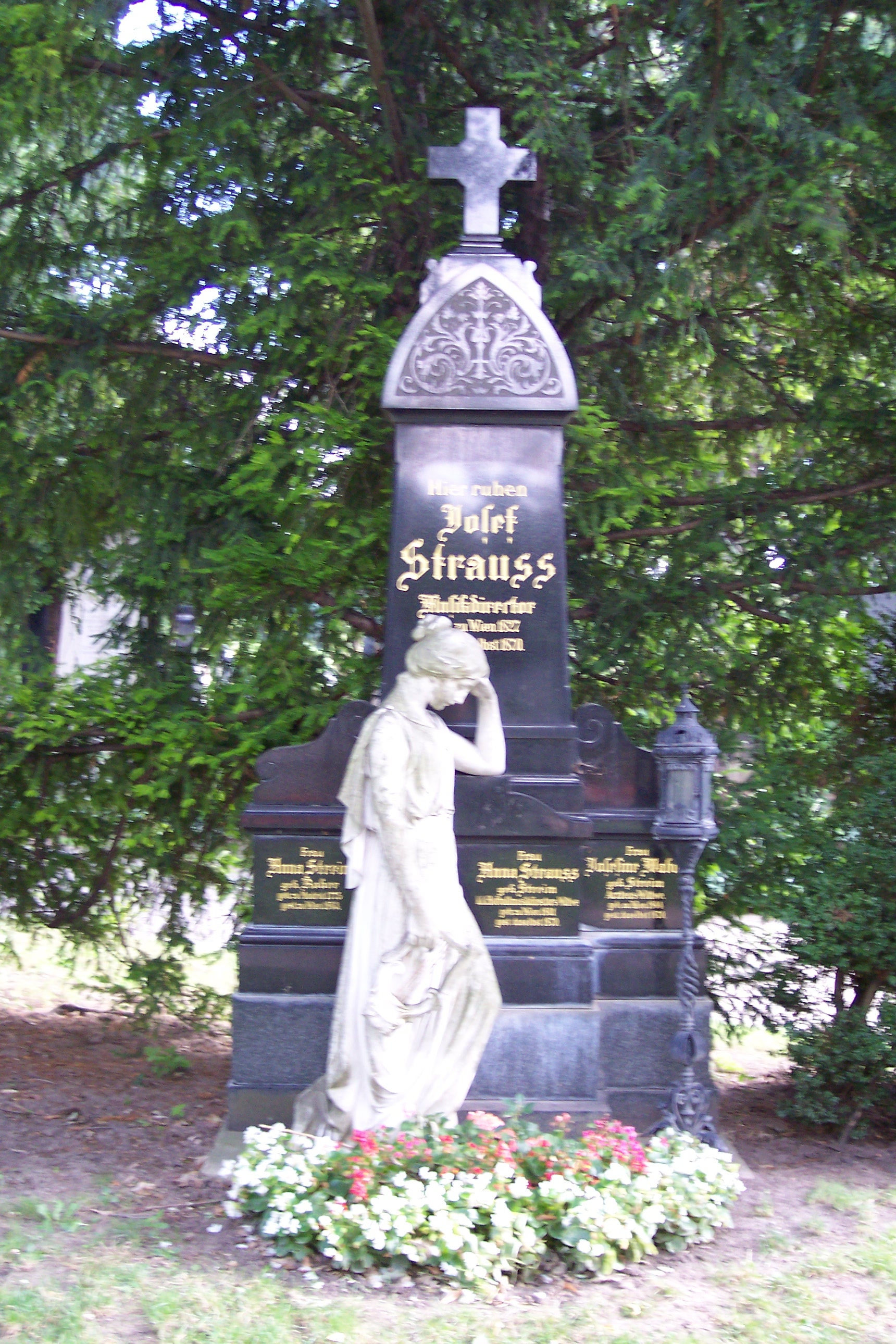
Josef Strauß.
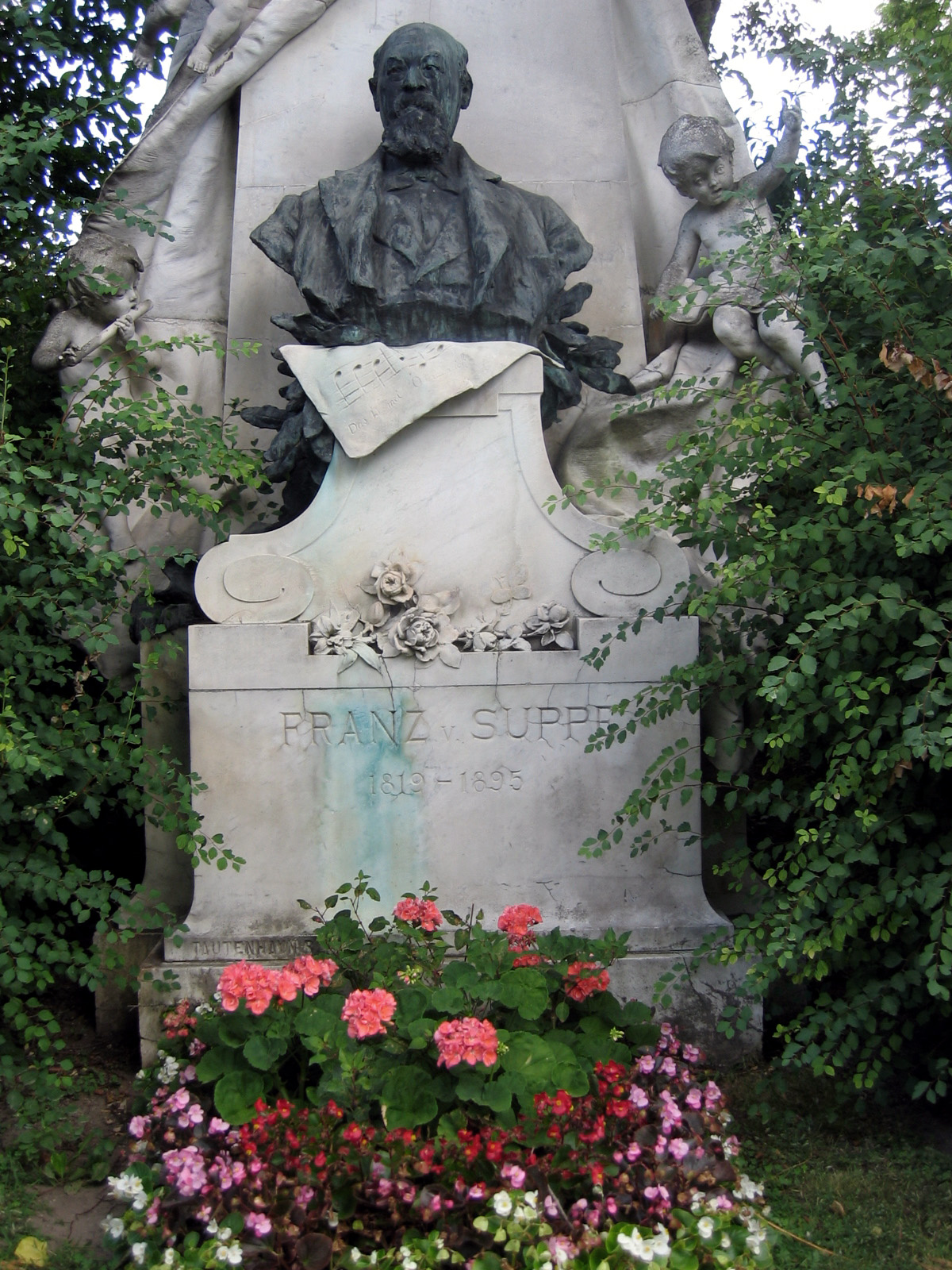
Franz von Suppé.
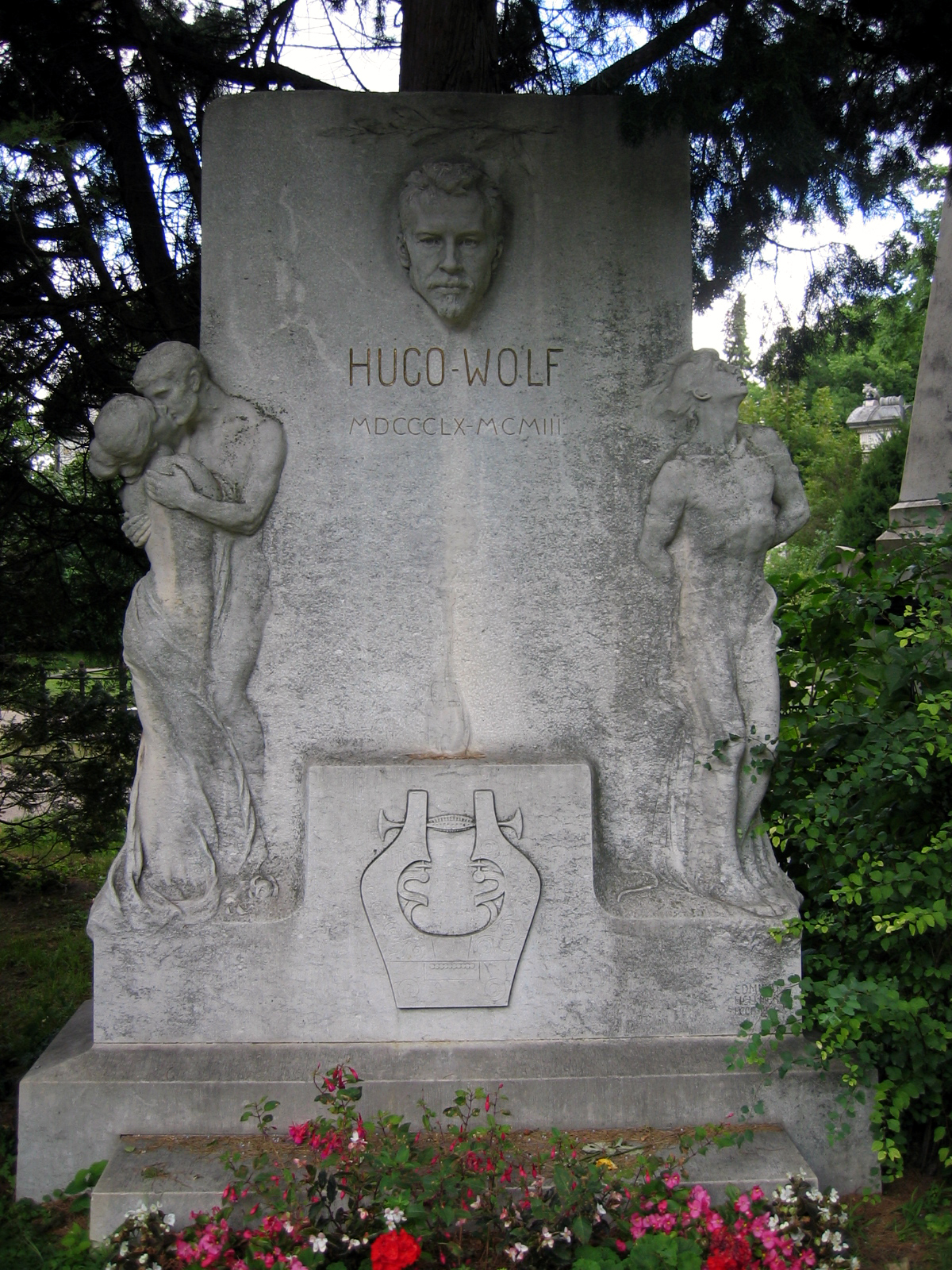
Hugo Wolf.
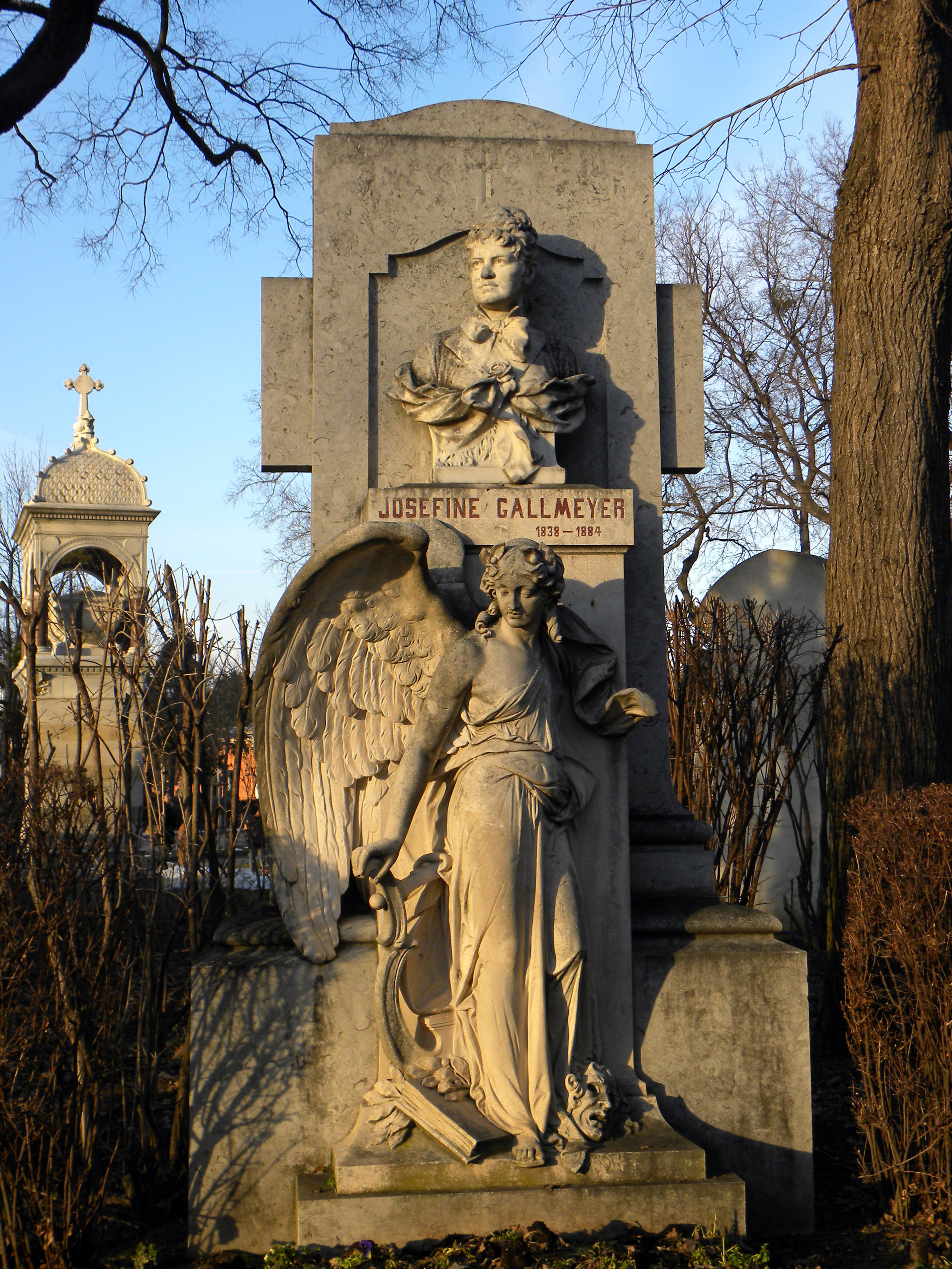
Josefine Gallmeyer.

## Groupe 32C
Dans ce groupe on trouve entre autres un mémorial aux victimes l'expédition tragique de 1969 dans l'Himalaya, où ont péri cinq Autrichiens, toujours portés disparus.

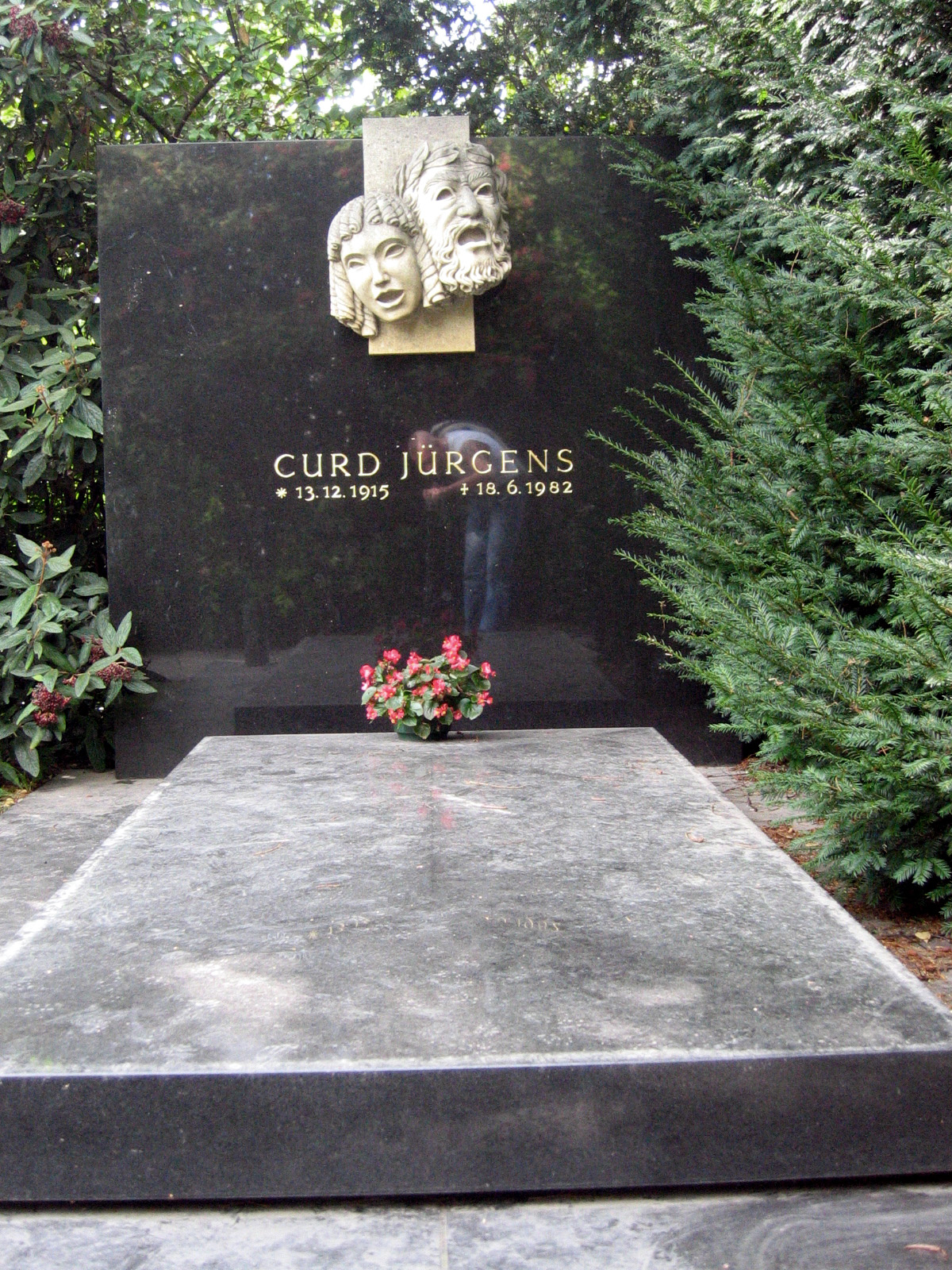
Curd Jürgens

| Nom                       | Année de naissance | Année de décès | Profession                                               |
| ------------------------- | ------------------ | -------------- | -------------------------------------------------------- |
| Guido Adler               | 1855               | 1941           | Musicologue                                              |
| Rosa Albach-Retty         | 1874               | 1980           | Comédienne                                               |
| Wolf Albach-Retty         | 1906               | 1967           | Comédien                                                 |
| Rosette Anday             | 1903               | 1977           | Cantatrice                                               |
| Heinrich von Angeli       | 1840               | 1925           | Peintre                                                  |
| Hans Erich Apostel        | 1901               | 1972           | Compositeur                                              |
| Julius Bittner            | 1874               | 1939           | Compositeur                                              |
| Herbert Boeckl            | 1894               | 1966           | Peintre                                                  |
| Felix Braun               | 1885               | 1973           | Écrivain                                                 |
| Franz Theodor Csokor      | 1885               | 1969           | Dramaturge                                               |
| Johann Nepomuk David      | 1895               | 1977           | Compositeur                                              |
| Max Devrient              | 1857               | 1929           | Comédien                                                 |
| Karl Farkas               | 1893               | 1971           | Comédien et chanteur de cabaret                          |
| Franz Karl Ginzkey        | 1871               | 1963           | Écrivain                                                 |
| Ludwig Gruber             | 1874               | 1964           | Compositeur                                              |
| Alfred Grünfeld           | 1852               | 1924           | Compositeur et pianiste                                  |
| Albert Paris Gütersloh    | 1887               | 1973           | Peintre et écrivain                                      |
| Rudolf Hawel              | 1860               | 1923           | Écrivain                                                 |
| Paul Hörbiger             | 1894               | 1981           | Écrivain                                                 |
| Curd Jürgens              | 1915               | 1982           | Écrivain                                                 |
| Wilhelm Kienzl            | 1857               | 1941           | Compositeur                                              |
| Adolf Kirchl              | 1858               | 1936           | Compositeur et chef de chœur                             |
| Hilde Konetzni            | 1905               | 1980           | Cantatrice                                               |
| Werner Krauß              | 1884               | 1959           | Comédien                                                 |
| Bruno Kreisky             | 1911               | 1990           | Politicien                                               |
| Lotte Lehmann             | 1888               | 1976           | Cantatrice                                               |
| Leo Lehner                | 1900               | 1981           | Compositeur et chef d'orchestre                          |
| Theo Lingen               | 1903               | 1978           | Comédien                                                 |
| Ernst Lothar              | 1890               | 1974           | Écrivain et réalisateur                                  |
| Joseph Marx               | 1882               | 1964           | Compositeur et pédagogue de la musique                   |
| Ernst Molden              | 1886               | 1953           | Journaliste                                              |
| Hans Molisch              | 1856               | 1937           | Botaniste                                                |
| Hans Moser                | 1880               | 1964           | Acteur                                                   |
| Georg Wilhelm Pabst       | 1885               | 1967           | Réalisateur                                              |
| Paula von Preradovic      | 1887               | 1951           | Écrivain, auteur du texte de l'hymne national autrichien |
| Georg Reimers             | 1860               | 1936           | Acteur                                                   |
| Franz Salmhofer           | 1900               | 1975           | Compositeur                                              |
| Franz Schmidt             | 1874               | 1939           | Compositeur                                              |
| Leopold Schönbauer        | 1888               | 1963           | Chirurgien, fondateur de la neurochirurgie en Autriche   |
| Arnold Schönberg          | 1874               | 1951           | Compositeur, inventeur du dodécaphonisme                 |
| Albin Skoda               | 1909               | 1961           | Comédien                                                 |
| Robert Stolz              | 1880               | 1975           | Compositeur                                              |
| Hans Swarowsky            | 1899               | 1975           | Chef d'orchestre                                         |
| Julius Wagner-Jauregg     | 1857               | 1940           | Médecin et psychiatre                                    |
| Egon Wellesz              | 1885               | 1974           | Compositeur et musicologue                               |
| Franz Werfel              | 1890               | 1945           | Écrivain                                                 |
| Auguste Wilbrandt-Baudius | 1843               | 1937           | Écrivain                                                 |
| Fritz Wotruba             | 1907               | 1975           | Sculpteur                                                |
| Carl Michael Ziehrer      | 1843               | 1922           | Compositeur                                              |
| Helmut Zilk               | 1927               | 2008           | Politicien                                               |

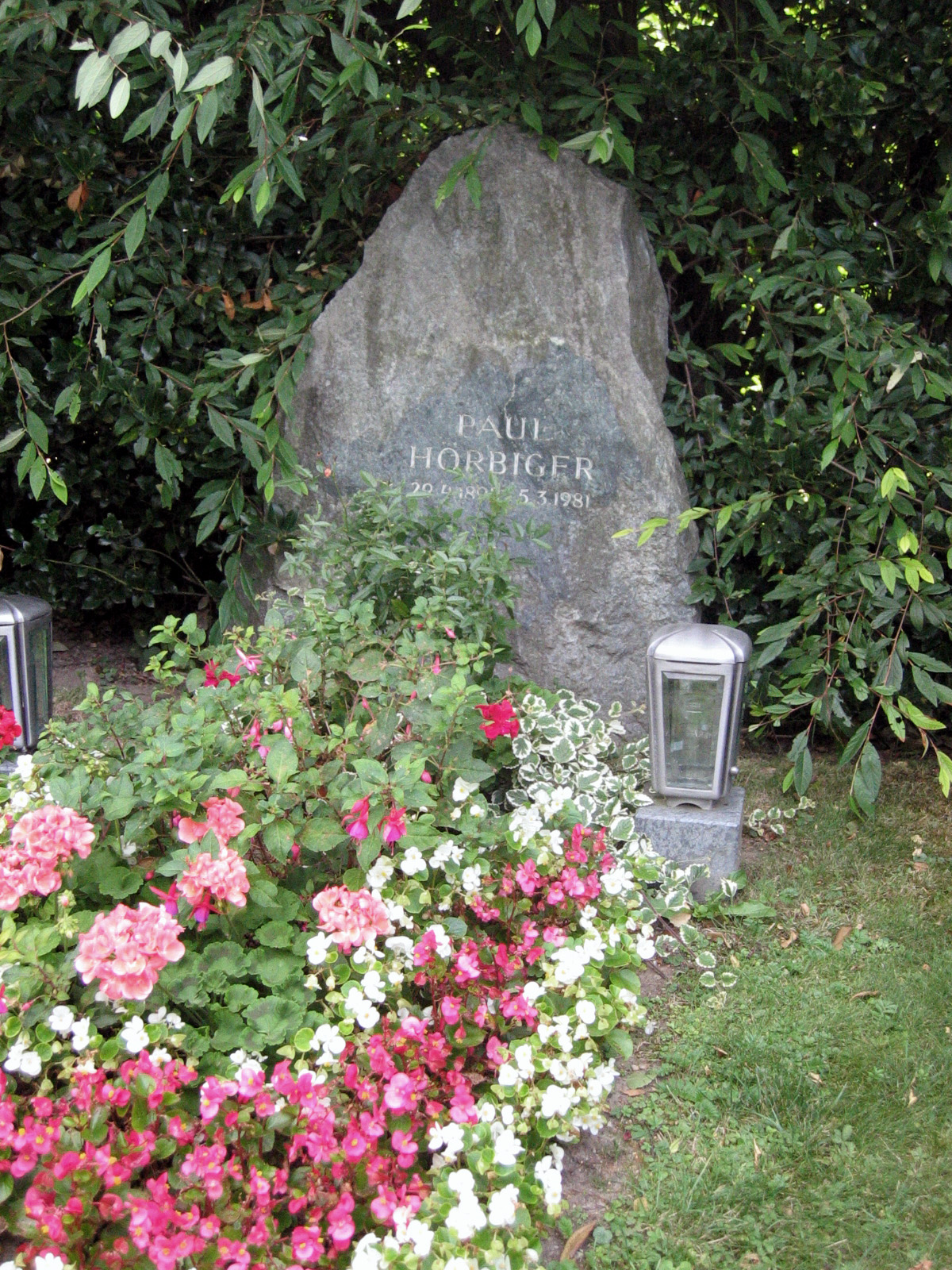
Paul Hörbiger.
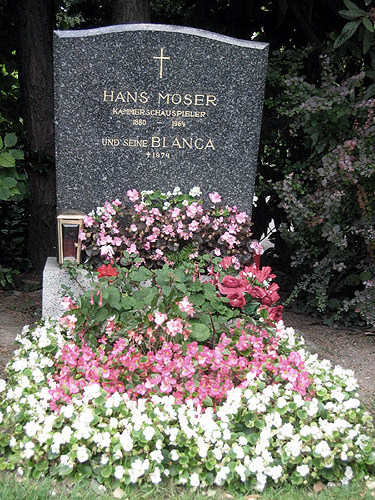
Hans Moser.
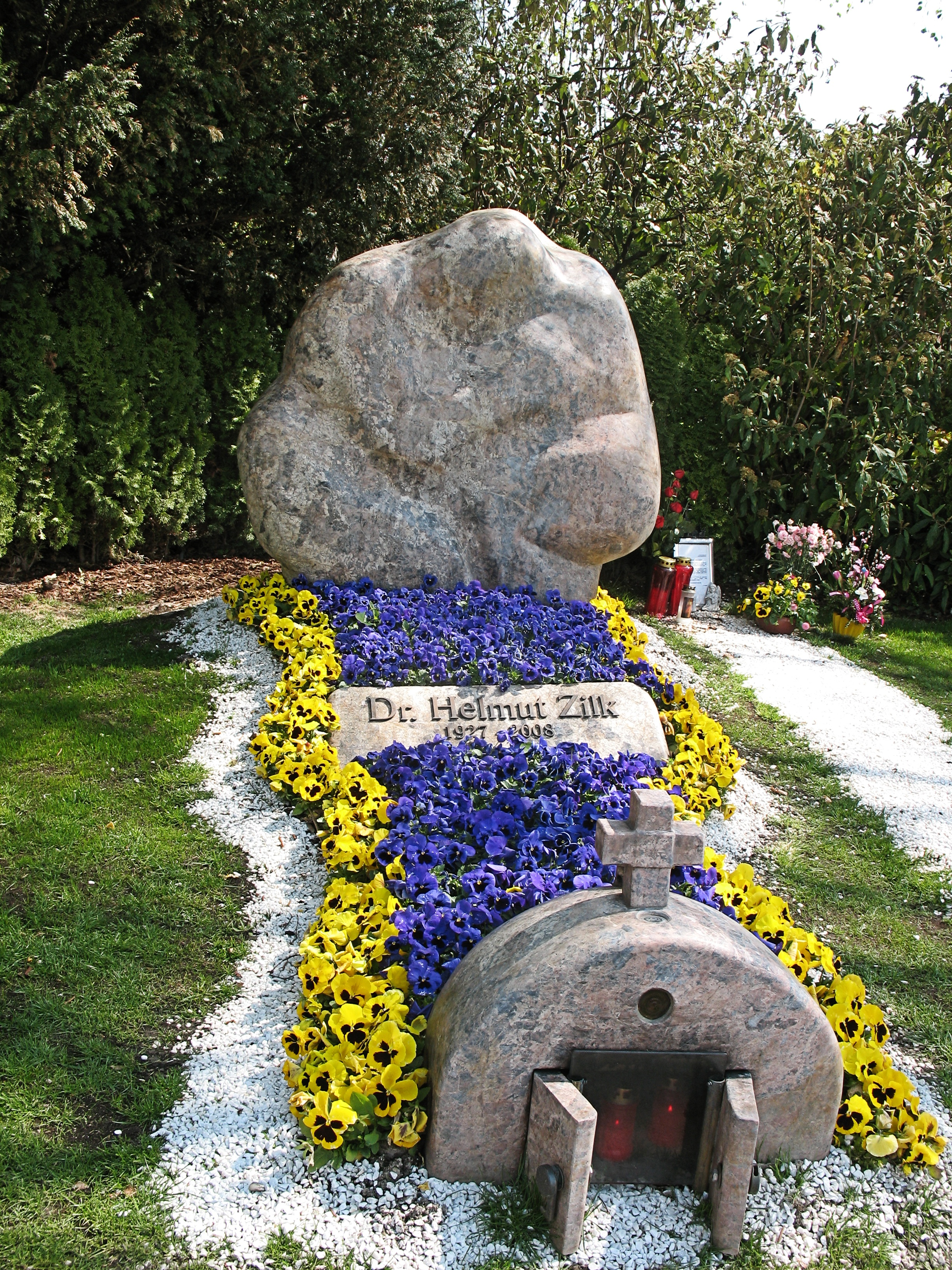
Helmut Zilk (Gestaltung: Hans Muhr).
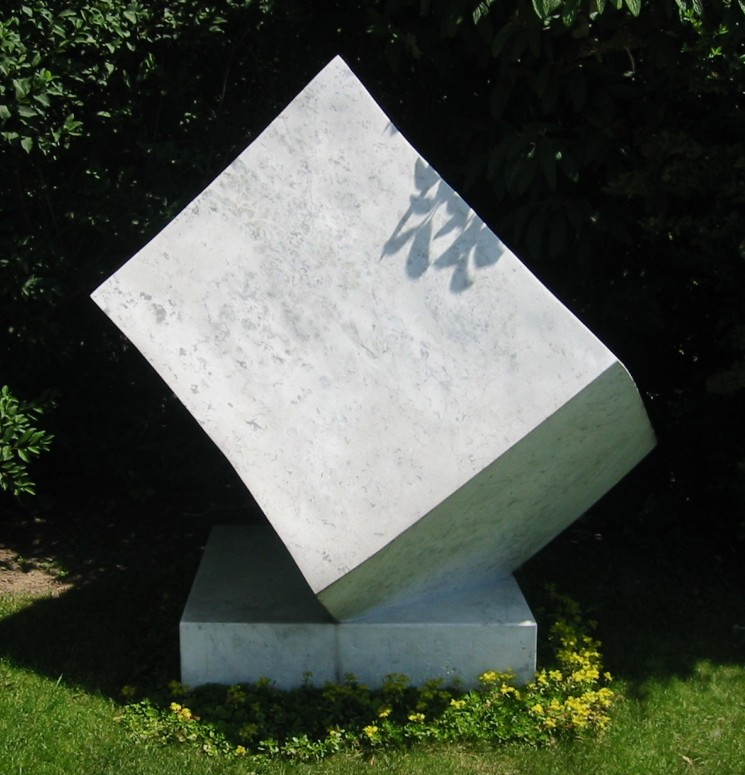
Arnold Schönberg (Gestaltung: Fritz Wotruba).
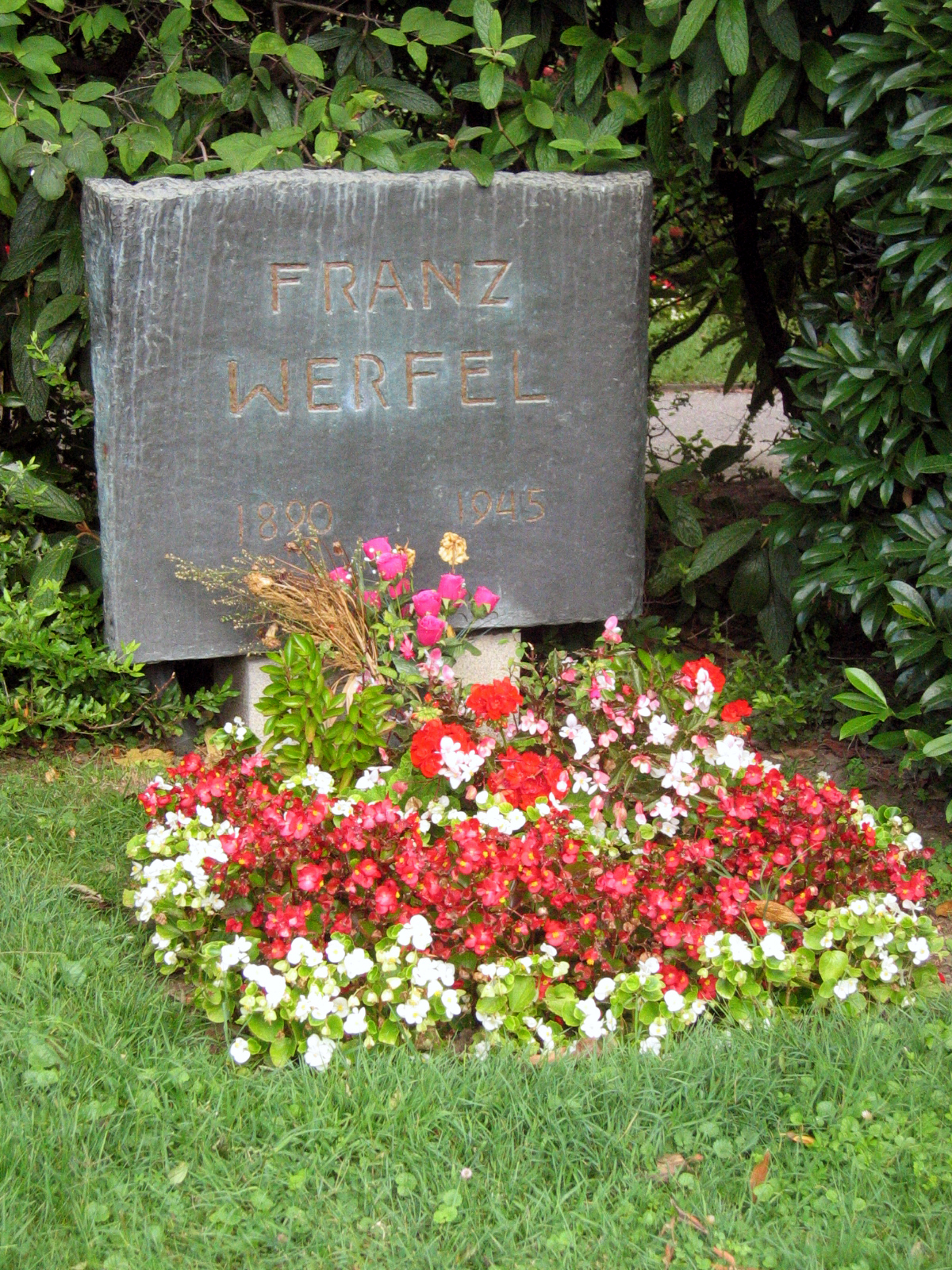
Franz Werfel.

## Groupe 33G
| Nom                        | Année de naissance | Année de décès | Profession                                                         |
| -------------------------- | ------------------ | -------------- | ------------------------------------------------------------------ |
| Leon Askin                 | 1907               | 2005           | Acteur et réalisateur                                              |
| Willi Boskovsky            | 1909               | 1991           | Violoniste et chef d'orchestre                                     |
| Engelbert Broda            | 1910               | 1983           | Scientifique                                                       |
| Milo Dor                   | 1923               | 2005           | Écrivain                                                           |
| Friedrich Hacker           | 1914               | 1989           | Psychiatre                                                         |
| Friedrich Heer             | 1916               | 1983           | Historien de la culture                                            |
| Rudolf Henz                | 1897               | 1987           | Écrivain                                                           |
| Fritz Hochwälder           | 1911               | 1986           | Dramaturge                                                         |
| Judith Holzmeister         | 1920               | 2008           | Actrice                                                            |
| Ernst Jandl                | 1925               | 2000           | Écrivain                                                           |
| Gert Jonke                 | 1946               | 2009           | Écrivain                                                           |
| Hans Kann                  | 1927               | 2005           | Compositeur                                                        |
| Inge Konradi               | 1924               | 2002           | Écrivain                                                           |
| Ernst Krenek               | 1900               | 1991           | Compositeur                                                        |
| György Ligeti              | 1923               | 2006           | Compositeur                                                        |
| Fritz Muliar               | 1919               | 2009           | Acteur                                                             |
| Dorothea Neff              | 1903               | 1986           | Actrice                                                            |
| Marcel Prawy               | 1911               | 2003           | Dramaturge et critique d'opéra                                     |
| Helmut Qualtinger          | 1928               | 1986           | Comédien et auteur                                                 |
| Erwin Ringel               | 1921               | 1994           | Médecin et psychologue, pionnier de la recherche sur le suicide    |
| Leonie Rysanek             | 1926               | 1998           | Cantatrice                                                         |
| Margarete Schütte-Lihotzky | 1897               | 2000           | Architecte                                                         |
| Carl Szokoll               | 1915               | 2004           | Auteur et producteur de films, dirige en 1945 l'Opération Radetzky |
| Hans Weigel                | 1908               | 1991           | Écrivain                                                           |
| Max Weiler                 | 1910               | 2001           | Maler                                                              |
| Hugo Wiener                | 1904               | 1993           | Compositeur                                                        |
| Gusti Wolf                 | 1912               | 2007           | Actrice                                                            |
| Joe Zawinul                | 1932               | 2007           | Musicien de jazz                                                   |
| Alexander von Zemlinsky    | 1871               | 1942           | Compositeur et chef d'orchestre                                    |

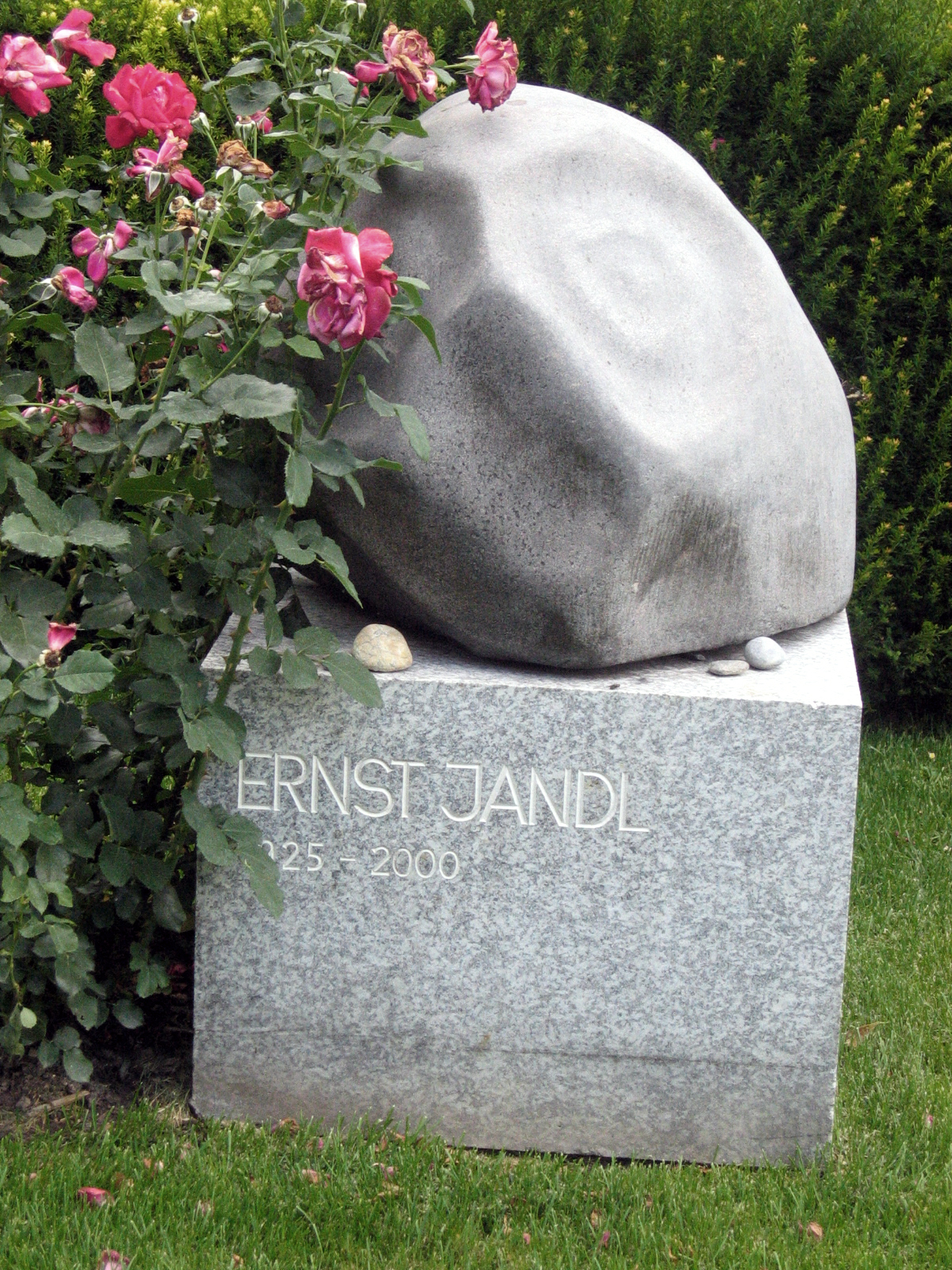
Ernst Jandl.
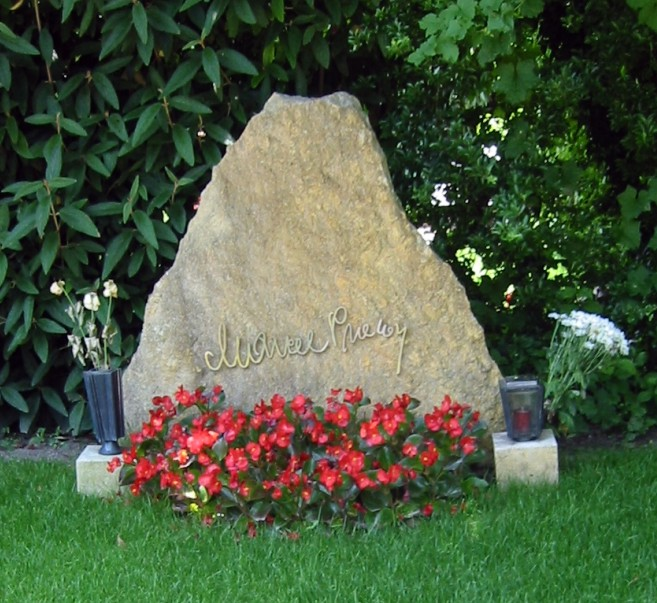
Marcel Prawy.
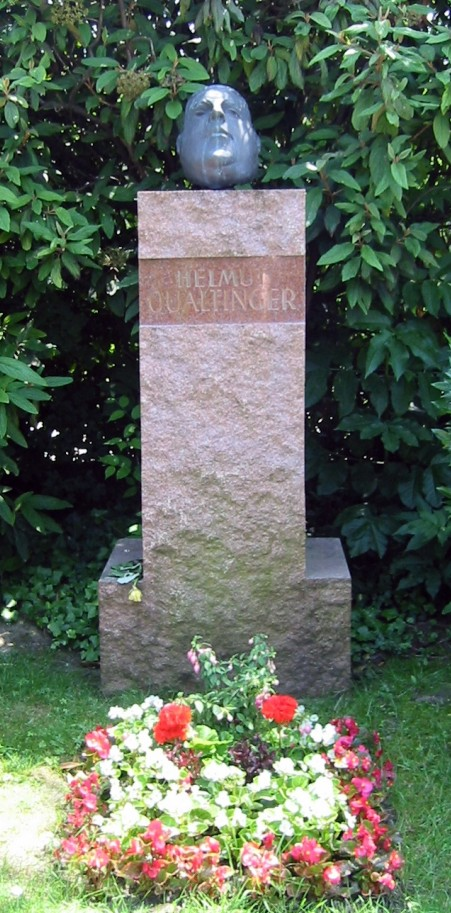
Helmut Qualtinger (Gestaltung: Alfred Hrdlicka).
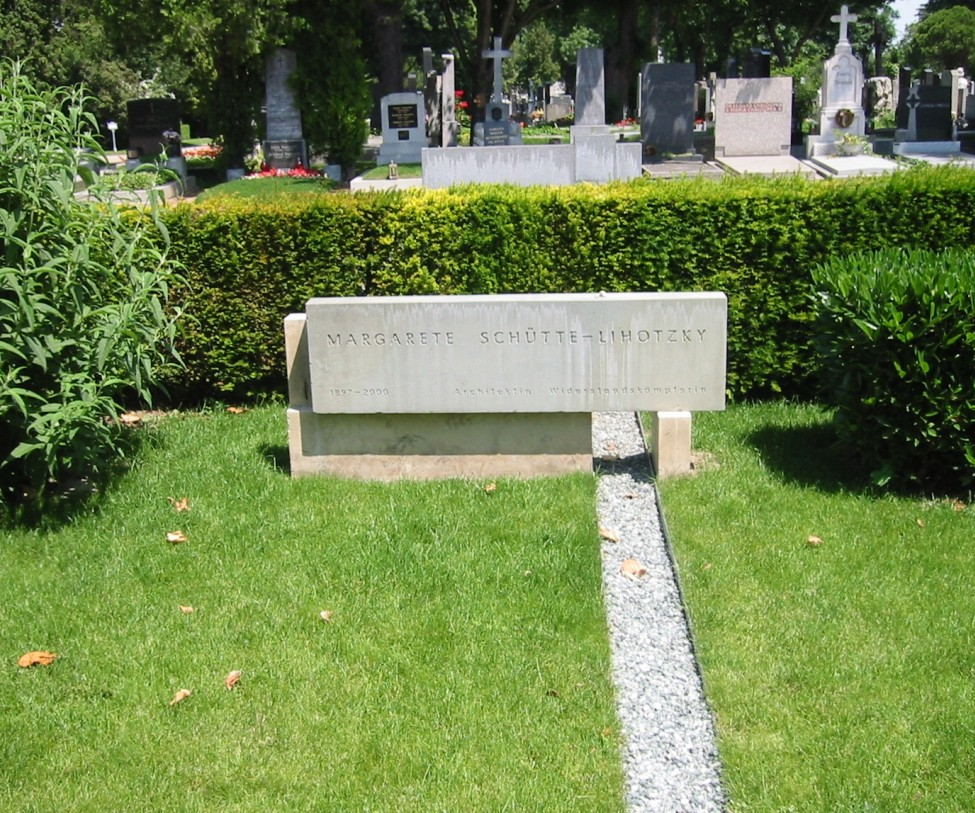
Margarete Schütte-Lihotzky.

## Groupe 40
Ce groupe est constitué en grande partie de personnalités décédées après 1969. La tombe la plus visitée est sans doute celle de Falco, célébrité de la pop-musique autrichienne décédé en 1998.

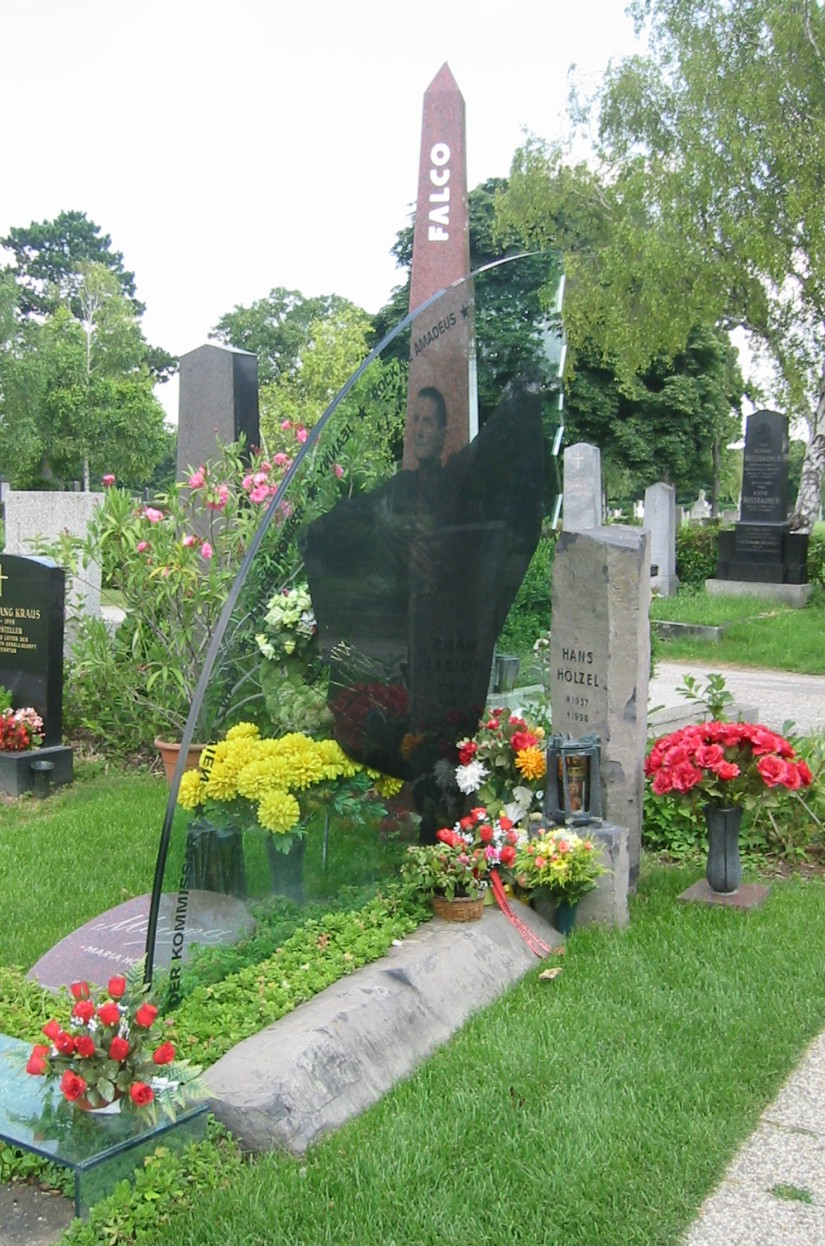
Falco.

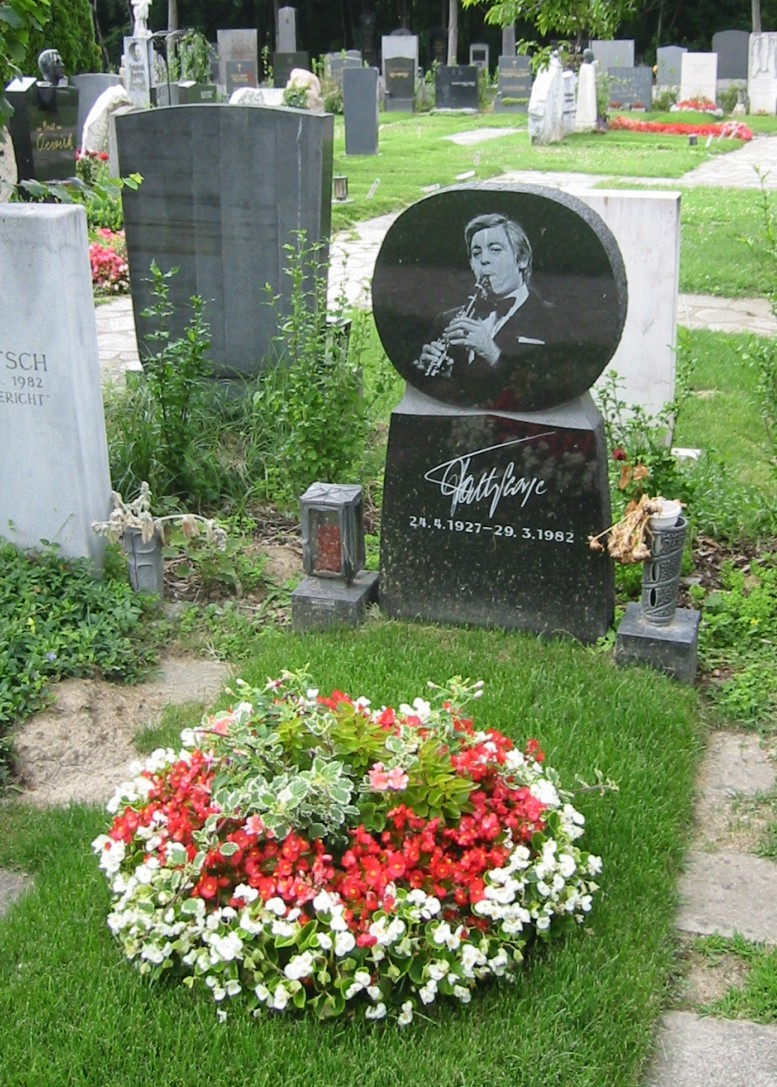
Fatty George.

| Nom                        | Année de naissance | Année de décès | Profession                                            |
| -------------------------- | ------------------ | -------------- | ----------------------------------------------------- |
| Susanne von Almassy        | 1916               | 2009           | Actrice                                               |
| Jean Améry                 | 1912               | 1978           | Écrivain                                              |
| Otto Ander                 | 1915               | 2002           | Directeur de théâtre                                  |
| Franz Antel                | 1913               | 2007           | Réalisateur, producteur et auteur                     |
| Emmerich Arleth            | 1900               | 1965           | Acteur et chanteur                                    |
| Blanche Aubry              | 1921               | 1986           | Actrice                                               |
| Erich Auer                 | 1923               | 2004           | Acteur                                                |
| Otto Basil                 | 1901               | 1983           | Écrivain et éditeur                                   |
| Käthe Braun-Prager         | 1888               | 1967           | Écrivain                                              |
| Karl Bruckner              | 1906               | 1982           | Écrivain                                              |
| Rosalia Chladek            | 1905               | 1995           | Danseuse                                              |
| Elfi von Dassanowsky       | 1924               | 2007           | Chanteuse, pianiste et productrice                    |
| Karl Decker                | 1921               | 2005           | Footballeur et entraîneur                             |
| Otto Erich Deutsch         | 1883               | 1967           | Musicologue                                           |
| Karl Dönch                 | 1915               | 1994           | Chanteur et metteur en scène d'opéra                  |
| Franz Drdla                | 1868               | 1944           | Compositeur                                           |
| Franz „Ferry“ Dusika       | 1908               | 1984           | Coureur cycliste                                      |
| Herbert Eisenreich         | 1925               | 1986           | Écrivain                                              |
| Leon Epp                   | 1905               | 1968           | Directeur de théâtre                                  |
| Falco (Johann Hölzel)      | 1957               | 1998           | Musicien pop                                          |
| Rudolf Felmayer            | 1897               | 1970           | Écrivain                                              |
| Josef Fiedler              | 1898               | 1970           | Compositeur                                           |
| Karl Friedrich             | 1905               | 1981           | Chanteur d'opéra                                      |
| Hans Gabor                 | 1919               | 1994           | Directeur d'opéra                                     |
| Ferry Gebauer              | 1901               | 1981           | Compositeur                                           |
| Fatty George               | 1927               | 1982           | Musicien de jazz                                      |
| Elfriede Gerstl            | 1932               | 2009           | Écrivain                                              |
| Hugo Gottschlich           | 1905               | 1984           | Acteur                                                |
| Ferdinand Grossmann        | 1887               | 1970           | Chef de chœur                                         |
| Ernst Hagen                | 1906               | 1984           | Comédien et journaliste                               |
| Kurt Hauenstein            | 1949               | 2011           | Musicien                                              |
| Claudia Heill              | 1982               | 2011           | Judoka                                                |
| Anton Heiller              | 1923               | 1979           | Compositeur et pédagogue de la musique                |
| Hans-Peter Heinzl          | 1942               | 1996           | Acteur de cabaret                                     |
| Julius Herrmann            | 1889               | 1977           |                                                       |
| Ernst Hinterberger         | 1931               | 2012           | Acteur et scénariste                                  |
| Paul Hoffmann              | 1902               | 1990           | Acteur                                                |
| Karl Hruschka              | 1905               | 1970           | Comédien                                              |
| Ulla Jacobsson             | 1929               | 1982           | Comédienne                                            |
| Fritz Jellinek             | 1895               | 1971           | Compositeur et interprète de chansons viennoises      |
| Hanns Jelinek              | 1901               | 1969           | Compositeur et pédagogue de la musique                |
| Alfred Jerger              | 1889               | 1976           | Chanteur d'opéra                                      |
| Armin Kaufmann             | 1902               | 1980           | Compositeur et violoniste                             |
| Greta Keller               | 1903               | 1977           | Chanteuse                                             |
| Joachim Kemmer             | 1939               | 2000           | Acteur                                                |
| Peter Klein                | 1907               | 1992           | Chanteur                                              |
| Hans Knesl                 | 1905               | 1971           | Sculpteur                                             |
| Paul Kont                  | 1920               | 2000           | Compositeur                                           |
| Wolfgang Kraus (de)        | 1924               | 1998           | Écrivain                                              |
| Erich Kunz                 | 1909               | 1995           | Chanteur d'opéra                                      |
| Nicolin Kunz               | 1953               | 1997           | Comédienne                                            |
| Lotte Lang                 | 1900               | 1985           | Comédienne                                            |
| Michaela Leodolter-Scheday | 1953               | 2004           | Actrice et réalisatrice                               |
| Ella Lingens               | 1908               | 2002           | Médecin et juriste, a combattu le nazisme             |
| Niki List                  | 1956               | 2009           | Réalisateur et scénariste                             |
| Lisl Löwinger              | 1919               | 1980           | Actrice                                               |
| Paul Löwinger              | 1904               | 1988           | Acteur populaire („Löwinger Bühne“)                   |
| Max Lorenz                 | 1901               | 1975           | Chanteur d'opéra                                      |
| Walter Malli               | 1940               | 2012           | Artiste et musicien                                   |
| Christl Mardayn            | 1901               | 1971           | Chanteuse d'opérette                                  |
| Rudolf Marik               | 1900               | 1976           |                                                       |
| Elisabeth Markus           | 1895               | 1970           | Comédienne                                            |
| Richard Maux               | 1893               | 1971           | Compositeur                                           |
| Kurt Meisel                | 1912               | 1994           | Acteur                                                |
| Carl Merz                  | 1906               | 1979           | Écrivain et cabarettiste                              |
| Franz Mögele               | 1834               | 1907           | Compositeur                                           |
| Rudolf Moratti             | 1942               | 2000           | Sculpteur                                             |
| Johann Muschik             | 1911               | 1979           | Journaliste et critique d'art                         |
| Kurt Nachmann              | 1915               | 1984           | Acteur et écrivain                                    |
| Heinz Neubrand             | 1921               | 1998           | Pianiste et compositeur                               |
| Ernst (Ossi) Ocwirk        | 1926               | 1980           | Footballeur                                           |
| Anton Paulik               | 1901               | 1975           |                                                       |
| Sergius Pauser             | 1896               | 1970           | Peintre                                               |
| Hans Pemmer                | 1886               | 1972           | Enseignant et chercheur                               |
| Gusti Pichler              | 1893               | 1978           | Danseuse de ballet                                    |
| Alois Podhajsky            | 1898               | 1973           | Cavalier, directeur de l'École d'équitation espagnole |
| Heinz Reincke              | 1925               | 2011           | Acteur                                                |
| Walther Reyer              | 1922               | 1999           | Acteur                                                |
| Marcel Rubin               | 1905               | 1995           | Compositeur                                           |
| Leopold Rudolf             | 1911               | 1978           | Comédien                                              |
| Gerhard Schedl             | 1957               | 2000           | Compositeur                                           |
| Paul Schöffler             | 1897               | 1977           | Chanteur                                              |
| Robert Schollum            | 1913               | 1987           | Compositeur et pédagogue de la musique                |
| Liselotte Schreiner        | 1904               | 1991           | Comédienne                                            |
| Hermann Schürrer           | 1928               | 1986           | Écrivain                                              |
| Heinrich Schweiger         | 1931               | 2009           | Comédien                                              |
| Otto Siegl                 | 1896               | 1978           | Compositeur                                           |
| Erich Sokol                | 1933               | 2003           | Illustrateur et caricaturiste                         |
| Franz Stoß                 | 1909               | 1995           | Acteur                                                |
| Wilhelm Szabo              | 1901               | 1986           | Écrivain                                              |
| Robert Ullmann             | 1903               | 1966           | Sculpteur                                             |
| Ernst Waldbrunn            | 1907               | 1977           | Acteur et cabarettiste                                |
| Oskar Wegrostek            | 1907               | 1972           | Acteur                                                |
| Peter Wehle                | 1914               | 1986           | Compositeur, acteur et cabarettiste                   |
| Ljuba Welitsch             | 1913               | 1996           | Chanteuse                                             |
| Alfred Worm                | 1945               | 2007           | Journaliste                                           |
| Helmut Zenker              | 1949               | 2003           | Écrivain et scénariste                                |
| Emmerich Zillner           | 1900               | 1971           | Compositeur                                           |
| Wilhelm Zobl               | 1950               | 1991           | Compositeur                                           |

## Ancien cimetière juif

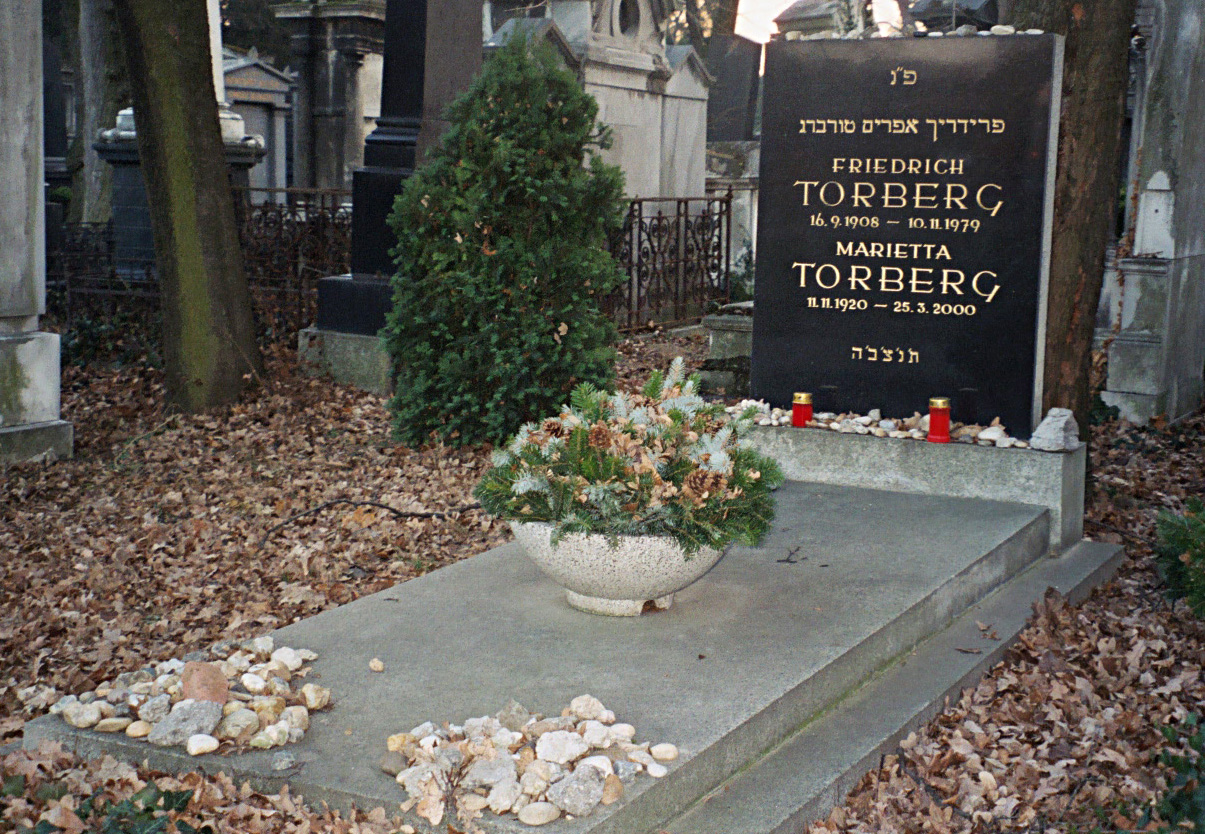
Friedrich Torberg.

| Nom                  | Année de naissance | Année de décès | Profession                        |
| -------------------- | ------------------ | -------------- | --------------------------------- |
| Gerhard Bronner      | 1922               | 2007           | Cabarettiste et écrivain          |
| Ignaz Brüll          | 1846               | 1907           | Compositeur et pianiste           |
| Viktor Frankl        | 1905               | 1997           | Neurologue et psychiatre          |
| Karl Goldmark        | 1830               | 1915           | Compositeur                       |
| Leopold Horowitz     | 1838               | 1917           | Peintre                           |
| Josef Popper-Lynkeus | 1838               | 1921           | Philosophe, inventeur et écrivain |
| Arthur Schnitzler    | 1862               | 1931           | Écrivain et médecin               |
| Theodor von Taussig  | 1849               | 1909           | Banquier                          |
| Friedrich Torberg    | 1908               | 1979           | Acteur                            |

## Autres endroits

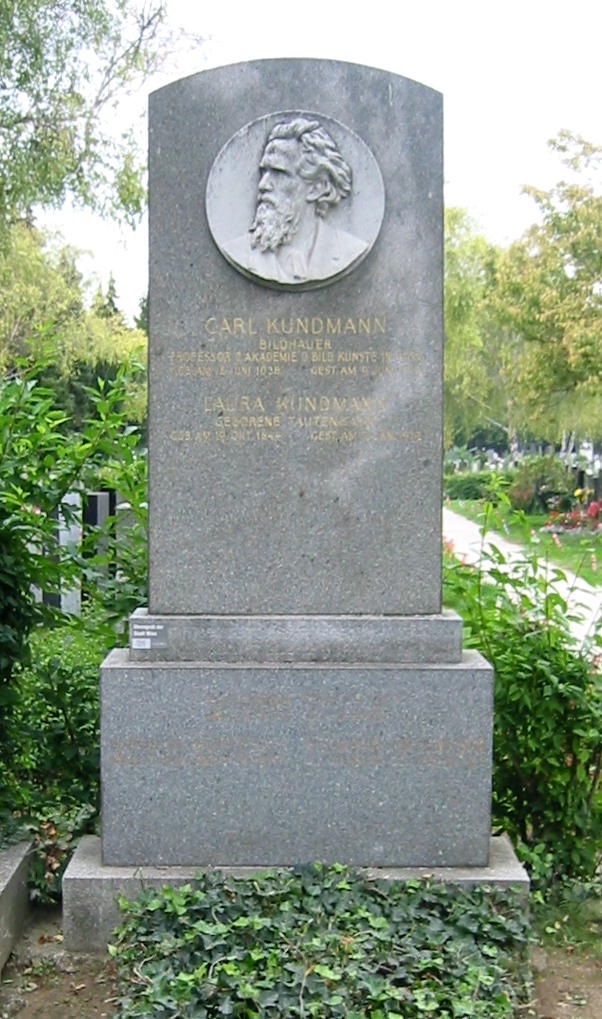
Carl Kundmann.

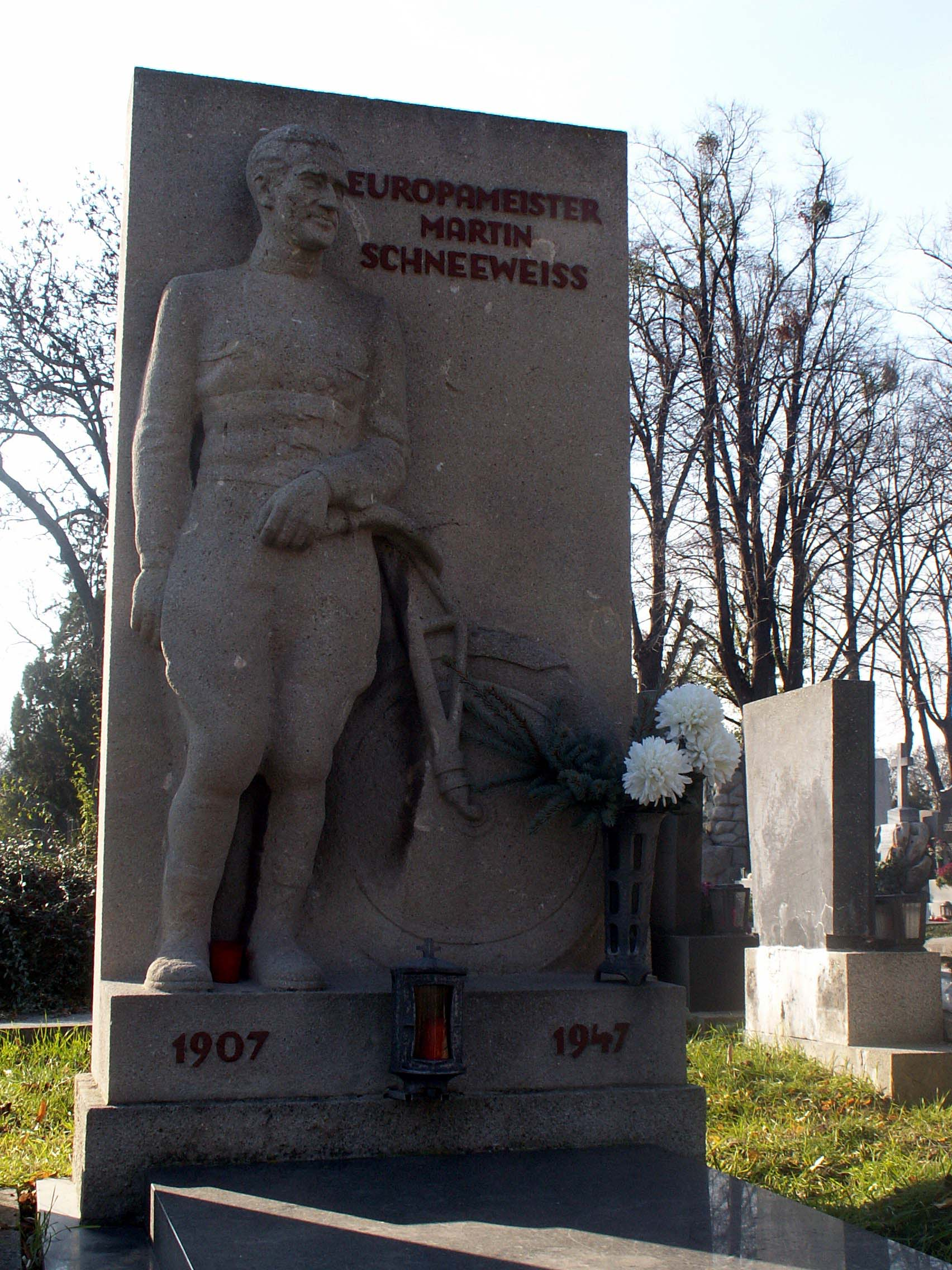
Martin Schneeweiss.

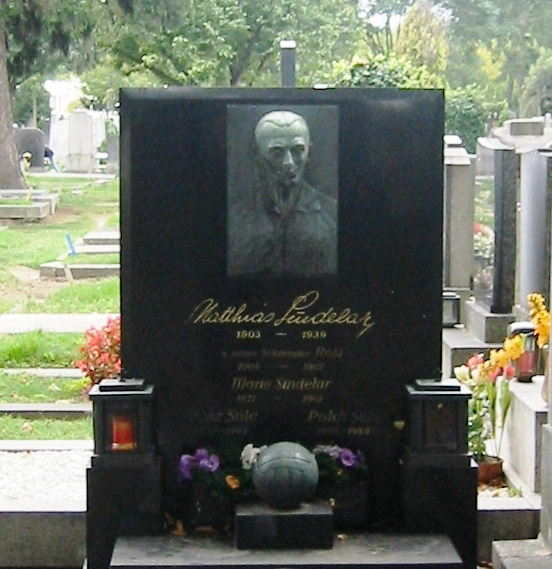
Matthias Sindelar.

| Nom                              | Année de naissance | Année de décès | Profession                                           |
| -------------------------------- | ------------------ | -------------- | ---------------------------------------------------- |
| Ludwig Adamovich sen.            | 1890               | 1955           | Juriste                                              |
| John Quincy Adams                | 1874               | 1933           | Peintre                                              |
| Victor Adler                     | 1852               | 1918           | Politicien                                           |
| Maria Andergast                  | 1912               | 1995           | Comédienne                                           |
| Ernst Arnold                     | 1890               | 1962           | Compositeur et auteur                                |
| Otto Bauer                       | 1881               | 1938           | Politicien                                           |
| Ludwig Baumann                   | 1853               | 1936           | Architecte                                           |
| Karl van Beethoven               | 1870               | 1917           | Journaliste                                          |
| Marie van Beethoven              | 1846               | 1917           | Pianiste                                             |
| Florian Berndl                   | 1856               | 1934           | Naturopathe                                          |
| Ulrich Bettac                    | 1897               | 1959           | Acteur                                               |
| Karl von Birago                  | 1792               | 1845           | Ingénieur                                            |
| Sergej Eduardowitsch Bortkiewicz | 1877               | 1952           | Compositeur                                          |
| Ludwig Bösendorfer               | 1835               | 1919           | Facteur de pianos                                    |
| Viktor Boschetti                 | 1871               | 1933           | Compositeur et organiste                             |
| Rudolf Brunngraber               | 1901               | 1960           | Écrivain                                             |
| Adam Freiherr von Burg           | 1797               | 1882           | Mathématicien                                        |
| Alfred Cossmann                  | 1870               | 1951           | Graveur                                              |
| Alfons Czibulka                  | 1842               | 1894           | Compositeur et chef d'orchestre                      |
| Wilhelm Dachauer                 | 1881               | 1951           | Peintre                                              |
| Leopold Demuth                   | 1860               | 1910           | Chanteur d'opéra                                     |
| Franz von Dingelstedt            | 1814               | 1881           | Écrivain                                             |
| Johann Drahanek                  | 1800               | 1876           | Maître de chapelle                                   |
| Carl Wilhelm Drescher            | 1850               | 1925           | Maître de chapelle et compositeur                    |
| Viktor von Ebner-Rofenstein      | 1842               | 1925           | Biologiste                                           |
| Maria Eis                        | 1896               | 1954           | Actrice                                              |
| Rudolf Eisler                    | 1873               | 1926           | Philosophe                                           |
| Josef Engelhart                  | 1864               | 1941           | Peintre et sculpteur                                 |
| Hans Finsterer                   | 1877               | 1955           | Chirurgien                                           |
| Karl Föderl                      | 1885               | 1953           | Compositeur                                          |
| Willy Fränzl                     | 1898               | 1982           | Danseur                                              |
| Marco Frank                      | 1881               | 1961           | Compositeur                                          |
| Gerhart Frankl                   | 1901               | 1965           | Peintre                                              |
| Hans Fraungruber                 | 1863               | 1933           | Écrivain                                             |
| Robert Fuchs                     | 1847               | 1927           | Compositeur                                          |
| Carl Führich                     | 1865               | 1959           | Compositeur                                          |
| Johann Fürst                     | 1825               | 1882           | Acteur                                               |
| Karl Heinz Füssl                 | 1924               | 1992           | Compositeur, musicologue et pédagogue                |
| Johann Ganglberger               | 1876               | 1938           | Maître de chapelle                                   |
| Hans Gillesberger                | 1909               | 1986           | Chef de chœur                                        |
| Alexander Girardi                | 1850               | 1918           | Acteur                                               |
| Karl Haffner                     | 1804               | 1876           | Écrivain                                             |
| Eduard Hanslick                  | 1825               | 1904           | Musicologue                                          |
| Johann Nepomuk Hofzinser         | 1806               | 1875           | Magicien                                             |
| Ludwig von Höhnel                | 1857               | 1942           | Géographe et explorateur de l'Afrique                |
| Arthur von Hübl                  | 1853               | 1932           | Chimiste et cartographe                              |
| Felix Hurdes                     | 1901               | 1974           | Politicien                                           |
| Albert Ilg                       | 1847               | 1896           | Historien de l'art                                   |
| Fritz Imhoff                     | 1891               | 1961           | Acteur                                               |
| Wilhelm August Jurek             | 1870               | 1934           | Compositeur et maître de chapelle                    |
| Moritz Kässmayer                 | 1831               | 1884           | Compositeur et chef                                  |
| Emmerich Kalman                  | 1882               | 1953           | Compositeur                                          |
| Ludwig Karpath                   | 1866               | 1936           | Théoricien de la musique                             |
| Ludwig von Köchel                | 1800               | 1877           | Théoricien de la musique, auteur du catalogue Köchel |
| Carl Kundmann                    | 1838               | 1919           | Sculpteur                                            |
| Viktor Kutschera                 | 1863               | 1933           | Acteur                                               |
| Josef Labor                      | 1842               | 1924           | Pianiste et compositeur                              |
| Karl Lafite                      | 1872               | 1944           | Pianiste et compositeur                              |
| Hans Larwin                      | 1873               | 1938           | Peintre                                              |
| Hermann Leopoldi                 | 1888               | 1959           | Compositeur et cabarettiste                          |
| Johann Josef Loschmidt           | 1821               | 1895           | Physicien et chimiste                                |
| Karl Lueger                      | 1844               | 1910           | Politicien                                           |
| Carl Luze                        | 1864               | 1949           | Chef de chœur                                        |
| Georg Maikl                      | 1872               | 1951           | Chanteur d'opéra                                     |
| Emilie Mataja                    | 1855               | 1938           | Écrivain                                             |
| Franz Mertens                    | 1840               | 1927           | Mathématicien                                        |
| Franc Miklošič                   | 1813               | 1891           | Philologue                                           |
| Lothar Müthel                    | 1896               | 1964           | Acteur et réalisateur                                |
| Karl Eugen Neumann               | 1865               | 1915           | Précurseur du Bouddhisme en Autriche                 |
| Walter Niesner                   | 1918               | 2003           | Présentateur radio                                   |
| Helene Odilon                    | 1865               | 1939           | Actrice                                              |
| Robert Oerley                    | 1876               | 1945           | Architecte                                           |
| Friedrich Ohmann                 | 1858               | 1927           | Architecte                                           |
| Johann Palisa                    | 1848               | 1925           | Astronome                                            |
| Karl Paryla                      | 1905               | 1996           | Acteur et réalisateur                                |
| Guido Peters                     | 1866               | 1937           | Pianiste et compositeur                              |
| Mario Petrucci                   | 1893               | 1972           | Sculpteur                                            |
| Johann Joseph von Prechtl        | 1778               | 1854           | Technologue                                          |
| Louis Ree                        | 1861               | 1939           | Pianiste                                             |
| Susanne Ree                      | 1862               | 1937           | Pianiste                                             |
| Gustav Richter                   | 1854               | 1930           | Musicien                                             |
| Philipp Ruff                     | 1907               | 1980           | musicologue, critique et journaliste                 |
| Theodor Franz Schild             | 1859               | 1929           | Compositeur                                          |
| Julius von Schlosser             | 1866               | 1938           | Historien de l'art                                   |
| Arthur Scholz                    | 1883               | 1945           | Compositeur                                          |
| Karl Seitz                       | 1869               | 1950           | Politicien                                           |
| Joseph Selleny                   | 1824               | 1875           | Peintre                                              |
| Matthias Sindelar                | 1903               | 1939           | Footballeur                                          |
| Johann Sioly                     | 1843               | 1911           | Compositeur                                          |
| Eberhard Waechter                | 1929               | 1992           | Baryton                                              |
| Hans Wagner-Schönkirch           | 1872               | 1940           | Compositeur                                          |
| Josef Wagner                     | 1856               | 1908           | Compositeur                                          |
| Gustav Walter                    | 1832               | 1910           | Artiste lyrique                                      |
| Paul Weingarten                  | 1886               | 1948           | Pianiste                                             |
| Grete Wiesenthal                 | 1885               | 1970           | Danseuse et chorégraphe                              |
| Carl Zeller                      | 1842               | 1898           | Compositeur                                          |

## Littérature
- Werner T. Bauer: Wiener Friedhofsführer. Genaue Beschreibung sämtlicher Begräbnisstätten nebst einer Geschichte des Wiener Bestattungswesens. Falter Verlag, Vienne 2004,  (ISBN 3-85439-335-0)
- Robert S. Budig, Gertrude Enderle-Burcel, Peter Enderle: Wiener Zentralfriedhof. Ehrengräber auf dem Städtischen Friedhof. Compress Verl., Wien 1995, Norbert Jakob Schmidt Verlagsges. mbH, Vienne 2006.  (ISBN 3-900607-26-5)
- Christopher Dietz: Die berühmten Gräber Wiens. Falco, Klimt, Kraus, Moser, Mozart, Qualtinger, Schiele, Schubert, Strauß u.v.a. Fotos von Wolfgang Ilgner, Sigrid Riedl-Hoffmann und Frank Thinius. Perlen-Reihe, Vienne-Munich 2000,  (ISBN 3-85223-452-2)